# جائحة فيروس كورونا في جامايكا
تُعدّ جائحة كوفيد-19 في جامايكا جزءًا من جائحة عالمية مستمرة لمرض فيروس كورونا 2019 (كوفيد-19)؛ مرض معد يسببه فيروس كورونا المرتبط بالمتلازمة التنفسية الحادة الشديدة النوع 2 (سارس-كوف-2). أكدت منظمة الصحة العالمية (دبليو إتش أو) في 12 يناير مسؤولية فيروس كورونا المستجد عن إصابة تجمع من سكان مدينة ووهان الصينية الواقعة في مقاطعة خوبي بمرض تنفسي، ويُذكر أن الصين كانت قد استرعت انتباه منظمة الصحة العالمية بدايةً في 31 ديسمبر 2019. يُعد معدل إماتة الحالات الخاص بكوفيد-19 أقل بكثير من معدل الإماتة الخاص بتفشي السارس عام 2003، بينما يتفوق كوفيد-19 من ناحية انتقال العدوى، مع حصيلة وفيات ملحوظة.
تأكد وصول جائحة كوفيد-19 إلى جامايكا في 10 مارس 2020، بالتزامن مع ظهور وباء حمى الضنك في أمريكا اللاتينية ومنطقة البحر الكاريبي.

## خلفية
في 12 يناير 2020، أكدت منظمة الصحة العالمية عن ظهور فيروس كورونا المستجد كسبب للمرض التنفسي الذي أصاب مجموعة من الأشخاص في مدينة ووهان، مقاطعة خوبي، الصين، إذ أُبلغ عنهم إلى منظمة الصحة العالمية في 31 ديسمبر 2019. كانت نسبة الوفيات بين الحالات المُشخصة بكوفيد-19 أقل بكثير من جائحة فيروس سارس في عام 2003، لكن انتقال العدوى كان أكبر، والوفيات أيضًا.

## الجدول الزمني

### مارس 2020
| التاريخ                                        | التاريخ    |  | # الحالات      | # الوفيات   |
| ---------------------------------------------- | ---------- |  | -------------- | ----------- |
| 2020-03-10                                     | 2020-03-10 |  | 1(غ.م.)        |             |
| 2020-03-11                                     | 2020-03-11 |  | 2(+100%)       |             |
| 2020-03-12                                     | 2020-03-12 |  | 2(=)           |             |
| 2020-03-13                                     | 2020-03-13 |  | 8(+300%)       |             |
| 2020-03-14                                     | 2020-03-14 |  | 8(=)           |             |
| 2020-03-15                                     | 2020-03-15 |  | 10(+25%)       |             |
| 2020-03-16                                     | 2020-03-16 |  | 11(+10%)       |             |
| 2020-03-17                                     | 2020-03-17 |  | 13(+18%)       |             |
| 2020-03-18                                     | 2020-03-18 |  | 15(+15%)       | 1(غ.م.)     |
| 2020-03-19                                     | 2020-03-19 |  | 16(+6٫7%)      | 1(=)        |
| 2020-03-20                                     | 2020-03-20 |  | 19(+19%)       | 1(=)        |
| 2020-03-21                                     | 2020-03-21 |  | 19(=)          | 1(=)        |
| 2020-03-22                                     | 2020-03-22 |  | 19(=)          | 1(=)        |
| 2020-03-23                                     | 2020-03-23 |  | 21(+11%)       | 1(=)        |
| 2020-03-24                                     | 2020-03-24 |  | 25(+19%)       | 1(=)        |
| 2020-03-25                                     | 2020-03-25 |  | 26(+4%)        | 1(=)        |
| 2020-03-26                                     | 2020-03-26 |  | 26(=)          | 1(=)        |
| 2020-03-27                                     | 2020-03-27 |  | 30(+15%)       | 1(=)        |
| 2020-03-28                                     | 2020-03-28 |  | 32(+6٫7%)      | 1(=)        |
| 2020-03-29                                     | 2020-03-29 |  | 36(+12%)       | 1(=)        |
| 2020-03-30                                     | 2020-03-30 |  | 36(=)          | 1(=)        |
| 2020-03-31                                     | 2020-03-31 |  | 38(+5٫6%)      | 2(+100%)    |
| 2020-04-01                                     | 2020-04-01 |  | 44(+16%)       | 3(+50%)     |
| 2020-04-02                                     | 2020-04-02 |  | 47(+6٫8%)      | 3(=)        |
| 2020-04-03                                     | 2020-04-03 |  | 53(+13%)       | 3(=)        |
| 2020-04-04                                     | 2020-04-04 |  | 55(+3٫8%)      | 3(=)        |
| 2020-04-05                                     | 2020-04-05 |  | 58(+5٫5%)      | 3(=)        |
| 2020-04-06                                     | 2020-04-06 |  | 59(+1٫7%)      | 3(=)        |
| 2020-04-07                                     | 2020-04-07 |  | 63(+6٫8%)      | 3(=)        |
| 2020-04-08                                     | 2020-04-08 |  | 63(=)          | 4(+33%)     |
| 2020-04-09                                     | 2020-04-09 |  | 63(=)          | 4(=)        |
| 2020-04-10                                     | 2020-04-10 |  | 65(+3٫2%)      | 4(=)        |
| 2020-04-11                                     | 2020-04-11 |  | 69(+6٫2%)      | 4(=)        |
| 2020-04-12                                     | 2020-04-12 |  | 72(+4٫3%)      | 4(=)        |
| 2020-04-13                                     | 2020-04-13 |  | 73(+1٫4%)      | 4(=)        |
| 2020-04-14                                     | 2020-04-14 |  | 105(+44%)      | 5(+25%)     |
| 2020-04-15                                     | 2020-04-15 |  | 125(+19%)      | 5(=)        |
| 2020-04-16                                     | 2020-04-16 |  | 143(+14%)      | 5(=)        |
| 2020-04-17                                     | 2020-04-17 |  | 163(+14%)      | 5(=)        |
| 2020-04-18                                     | 2020-04-18 |  | 173(+6٫1%)     | 5(=)        |
| 2020-04-19                                     | 2020-04-19 |  | 196(+13%)      | 5(=)        |
| 2020-04-20                                     | 2020-04-20 |  | 223(+14%)      | 5(=)        |
| 2020-04-21                                     | 2020-04-21 |  | 233(+4٫5%)     | 6(+20%)     |
| 2020-04-22                                     | 2020-04-22 |  | 252(+8٫2%)     | 6(=)        |
| 2020-04-23                                     | 2020-04-23 |  | 257(+2%)       | 7(+17%)     |
| 2020-04-24                                     | 2020-04-24 |  | 288(+12%)      | 7(=)        |
| 2020-04-25                                     | 2020-04-25 |  | 305(+5٫9%)     | 7(=)        |
| 2020-04-26                                     | 2020-04-26 |  | 348(+14%)      | 7(=)        |
| 2020-04-27                                     | 2020-04-27 |  | 364(+4٫6%)     | 7(=)        |
| 2020-04-28                                     | 2020-04-28 |  | 381(+4٫7%)     | 7(=)        |
| 2020-04-29                                     | 2020-04-29 |  | 396(+3٫9%)     | 7(=)        |
| 2020-04-30                                     | 2020-04-30 |  | 422(+6٫6%)     | 8(+14%)     |
| 2020-05-01                                     | 2020-05-01 |  | 432(+2٫4%)     | 8(=)        |
| 2020-05-02                                     | 2020-05-02 |  | 463(+7٫2%)     | 8(=)        |
| 2020-05-03                                     | 2020-05-03 |  | 469(+1٫3%)     | 9(+12%)     |
| 2020-05-04                                     | 2020-05-04 |  | 471(+0٫43%)    | 9(=)        |
| 2020-05-05                                     | 2020-05-05 |  | 473(+0٫42%)    | 9(=)        |
| 2020-05-06                                     | 2020-05-06 |  | 478(+1٫1%)     | 9(=)        |
| 2020-05-07                                     | 2020-05-07 |  | 488(+2٫1%)     | 9(=)        |
| 2020-05-08                                     | 2020-05-08 |  | 490(+0٫41%)    | 9(=)        |
| 2020-05-09                                     | 2020-05-09 |  | 498(+1٫6%)     | 9(=)        |
| 2020-05-10                                     | 2020-05-10 |  | 502(+0٫8%)     | 9(=)        |
| 2020-05-11                                     | 2020-05-11 |  | 505(+0٫6%)     | 9(=)        |
| 2020-05-12                                     | 2020-05-12 |  | 507(+0٫4%)     | 9(=)        |
| 2020-05-13                                     | 2020-05-13 |  | 509(+0٫39%)    | 9(=)        |
| 2020-05-14                                     | 2020-05-14 |  | 509(=)         | 9(=)        |
| 2020-05-15                                     | 2020-05-15 |  | 511(+0٫39%)    | 9(=)        |
| 2020-05-16                                     | 2020-05-16 |  | 517(+1٫2%)     | 9(=)        |
| 2020-05-17                                     | 2020-05-17 |  | 520(+0٫58%)    | 9(=)        |
| 2020-05-18                                     | 2020-05-18 |  | 520(=)         | 9(=)        |
| 2020-05-19                                     | 2020-05-19 |  | 520(=)         | 9(=)        |
| 2020-05-20                                     | 2020-05-20 |  | 529(+1٫7%)     | 9(=)        |
| 2020-05-21                                     | 2020-05-21 |  | 534(+0٫95%)    | 9(=)        |
| 2020-05-22                                     | 2020-05-22 |  | 544(+1٫9%)     | 9(=)        |
| 2020-05-23                                     | 2020-05-23 |  | 550(+1٫1%)     | 9(=)        |
| 2020-05-24                                     | 2020-05-24 |  | 552(+0٫36%)    | 9(=)        |
| 2020-05-25                                     | 2020-05-25 |  | 556(+0٫72%)    | 9(=)        |
| 2020-05-26                                     | 2020-05-26 |  | 564(+1٫4%)     | 9(=)        |
| 2020-05-27                                     | 2020-05-27 |  | 569(+0٫89%)    | 9(=)        |
| 2020-05-28                                     | 2020-05-28 |  | 569(=)         | 9(=)        |
| 2020-05-29                                     | 2020-05-29 |  | 575(+1٫1%)     | 9(=)        |
| 2020-05-30                                     | 2020-05-30 |  | 581(+1%)       | 9(=)        |
| 2020-05-31                                     | 2020-05-31 |  | 586(+0٫86%)    | 9(=)        |
| 2020-06-01                                     | 2020-06-01 |  | 588(+0٫34%)    | 9(=)        |
| 2020-06-02                                     | 2020-06-02 |  | 590(+0٫34%)    | 9(=)        |
| 2020-06-03                                     | 2020-06-03 |  | 591(+0٫17%)    | 10(+11%)    |
| 2020-06-04                                     | 2020-06-04 |  | 591(=)         | 10(=)       |
| 2020-06-05                                     | 2020-06-05 |  | 595(+0٫68%)    | 10(=)       |
| 2020-06-06                                     | 2020-06-06 |  | 596(+0٫17%)    | 10(=)       |
| 2020-06-07                                     | 2020-06-07 |  | 598(+0٫34%)    | 10(=)       |
| 2020-06-08                                     | 2020-06-08 |  | 599(+0٫17%)    | 10(=)       |
| 2020-06-09                                     | 2020-06-09 |  | 605(+1%)       | 10(=)       |
| 2020-06-10                                     | 2020-06-10 |  | 605(=)         | 10(=)       |
| 2020-06-11                                     | 2020-06-11 |  | 611(+0٫99%)    | 10(=)       |
| 2020-06-12                                     | 2020-06-12 |  | 614(+0٫49%)    | 10(=)       |
| 2020-06-13                                     | 2020-06-13 |  | 615(+0٫16%)    | 10(=)       |
| 2020-06-14                                     | 2020-06-14 |  | 617(+0٫33%)    | 10(=)       |
| 2020-06-15                                     | 2020-06-15 |  | 621(+0٫65%)    | 10(=)       |
| 2020-06-16                                     | 2020-06-16 |  | 621(=)         | 10(=)       |
| 2020-06-17                                     | 2020-06-17 |  | 626(+0٫81%)    | 10(=)       |
| 2020-06-18                                     | 2020-06-18 |  | 638(+1٫9%)     | 10(=)       |
| 2020-06-19                                     | 2020-06-19 |  | 652(+2٫2%)     | 10(=)       |
| 2020-06-20                                     | 2020-06-20 |  | 657(+0٫77%)    | 10(=)       |
| 2020-06-21                                     | 2020-06-21 |  | 659(+0٫3%)     | 10(=)       |
| 2020-06-22                                     | 2020-06-22 |  | 665(+0٫91%)    | 10(=)       |
| 2020-06-23                                     | 2020-06-23 |  | 670(+0٫75%)    | 10(=)       |
| 2020-06-24                                     | 2020-06-24 |  | 678(+1٫2%)     | 10(=)       |
| 2020-06-25                                     | 2020-06-25 |  | 684(+0٫88%)    | 10(=)       |
| 2020-06-26                                     | 2020-06-26 |  | 686(+0٫29%)    | 10(=)       |
| 2020-06-27                                     | 2020-06-27 |  | 690(+0٫58%)    | 10(=)       |
| 2020-06-28                                     | 2020-06-28 |  | 696(+0٫87%)    | 10(=)       |
| 2020-06-29                                     | 2020-06-29 |  | 698(+0٫29%)    | 10(=)       |
| 2020-06-30                                     | 2020-06-30 |  | 702(+0٫57%)    | 10(=)       |
| 2020-07-01                                     | 2020-07-01 |  | 707(+0٫71%)    | 10(=)       |
| 2020-07-02                                     | 2020-07-02 |  | 715(+1٫1%)     | 10(=)       |
| 2020-07-03                                     | 2020-07-03 |  | 721(+0٫84%)    | 10(=)       |
| 2020-07-04                                     | 2020-07-04 |  | 728(+0٫97%)    | 10(=)       |
| 2020-07-05                                     | 2020-07-05 |  | 732(+0٫55%)    | 10(=)       |
| 2020-07-06                                     | 2020-07-06 |  | 737(+0٫68%)    | 10(=)       |
| 2020-07-07                                     | 2020-07-07 |  | 745(+1٫1%)     | 10(=)       |
| 2020-07-08                                     | 2020-07-08 |  | 751(+0٫81%)    | 10(=)       |
| 2020-07-09                                     | 2020-07-09 |  | 753(+0٫27%)    | 10(=)       |
| 2020-07-10                                     | 2020-07-10 |  | 753(=)         | 10(=)       |
| 2020-07-11                                     | 2020-07-11 |  | 758(+0٫66%)    | 10(=)       |
| 2020-07-12                                     | 2020-07-12 |  | 758(=)         | 10(=)       |
| 2020-07-13                                     | 2020-07-13 |  | 759(+0٫13%)    | 10(=)       |
| 2020-07-14                                     | 2020-07-14 |  | 762(+0٫4%)     | 10(=)       |
| 2020-07-15                                     | 2020-07-15 |  | 763(+0٫13%)    | 10(=)       |
| 2020-07-16                                     | 2020-07-16 |  | 765(+0٫26%)    | 10(=)       |
| 2020-07-17                                     | 2020-07-17 |  | 768(+0٫39%)    | 10(=)       |
| 2020-07-18                                     | 2020-07-18 |  | 774(+0٫78%)    | 10(=)       |
| 2020-07-19                                     | 2020-07-19 |  | 790(+2٫1%)     | 10(=)       |
| 2020-07-20                                     | 2020-07-20 |  | 809(+2٫4%)     | 10(=)       |
| 2020-07-21                                     | 2020-07-21 |  | 810(+0٫12%)    | 10(=)       |
| 2020-07-22                                     | 2020-07-22 |  | 816(+0٫74%)    | 10(=)       |
| 2020-07-23                                     | 2020-07-23 |  | 821(+0٫61%)    | 10(=)       |
| 2020-07-24                                     | 2020-07-24 |  | 831(+1٫2%)     | 10(=)       |
| 2020-07-25                                     | 2020-07-25 |  | 837(+0٫72%)    | 10(=)       |
| 2020-07-26                                     | 2020-07-26 |  | 842(+0٫6%)     | 10(=)       |
| 2020-07-27                                     | 2020-07-27 |  | 853(+1٫3%)     | 10(=)       |
| 2020-07-28                                     | 2020-07-28 |  | 855(+0٫23%)    | 10(=)       |
| 2020-07-29                                     | 2020-07-29 |  | 856(+0٫12%)    | 10(=)       |
| 2020-07-30                                     | 2020-07-30 |  | 864(+0٫93%)    | 10(=)       |
| 2020-07-31                                     | 2020-07-31 |  | 878(+1٫6%)     | 10(=)       |
| 2020-08-01                                     | 2020-08-01 |  | 883(+0٫57%)    | 10(=)       |
| 2020-08-02                                     | 2020-08-02 |  | 894(+1٫2%)     | 12(+20%)    |
| 2020-08-03                                     | 2020-08-03 |  | 905(+1٫2%)     | 12(=)       |
| 2020-08-04                                     | 2020-08-04 |  | 920(+1٫7%)     | 12(=)       |
| 2020-08-05                                     | 2020-08-05 |  | 928(+0٫87%)    | 12(=)       |
| 2020-08-06                                     | 2020-08-06 |  | 958(+3٫2%)     | 12(=)       |
| 2020-08-07                                     | 2020-08-07 |  | 987(+3%)       | 13(+8٫3%)   |
| 2020-08-08                                     | 2020-08-08 |  | 1٬003(+1٫6%)   | 13(=)       |
| 2020-08-09                                     | 2020-08-09 |  | 1٬023(+2%)     | 14(+7٫7%)   |
| 2020-08-10                                     | 2020-08-10 |  | 1٬031(+0٫78%)  | 14(=)       |
| 2020-08-11                                     | 2020-08-11 |  | 1٬047(+1٫6%)   | 14(=)       |
| 2020-08-12                                     | 2020-08-12 |  | 1٬065(+1٫7%)   | 14(=)       |
| 2020-08-13                                     | 2020-08-13 |  | 1٬071(+0٫56%)  | 14(=)       |
| 2020-08-14                                     | 2020-08-14 |  | 1٬082(+1%)     | 14(=)       |
| 2020-08-15                                     | 2020-08-15 |  | 1٬106(+2٫2%)   | 14(=)       |
| 2020-08-16                                     | 2020-08-16 |  | 1٬113(+0٫63%)  | 14(=)       |
| 2020-08-17                                     | 2020-08-17 |  | 1٬129(+1٫4%)   | 14(=)       |
| 2020-08-18                                     | 2020-08-18 |  | 1٬146(+1٫5%)   | 14(=)       |
| 2020-08-19                                     | 2020-08-19 |  | 1٬192(+4%)     | 14(=)       |
| 2020-08-20                                     | 2020-08-20 |  | 1٬290(+8٫2%)   | 15(+7٫1%)   |
| 2020-08-21                                     | 2020-08-21 |  | 1٬346(+4٫3%)   | 16(+6٫7%)   |
| 2020-08-22                                     | 2020-08-22 |  | 1٬413(+5%)     | 16(=)       |
| 2020-08-23                                     | 2020-08-23 |  | 1٬529(+8٫2%)   | 16(=)       |
| 2020-08-24                                     | 2020-08-24 |  | 1٬612(+5٫4%)   | 16(=)       |
| 2020-08-25                                     | 2020-08-25 |  | 1٬732(+7٫4%)   | 19(+19%)    |
| 2020-08-26                                     | 2020-08-26 |  | 1٬804(+4٫2%)   | 19(=)       |
| 2020-08-27                                     | 2020-08-27 |  | 1٬870(+3٫7%)   | 19(=)       |
| 2020-08-28                                     | 2020-08-28 |  | 2٬011(+7٫5%)   | 19(=)       |
| 2020-08-29                                     | 2020-08-29 |  | 2٬113(+5٫1%)   | 20(+5٫3%)   |
| 2020-08-30                                     | 2020-08-30 |  | 2٬357(+12%)    | 21(+5%)     |
| 2020-08-31                                     | 2020-08-31 |  | 2٬459(+4٫3%)   | 21(=)       |
| 2020-09-01                                     | 2020-09-01 |  | 2٬683(+9٫1%)   | 24(+14%)    |
| 2020-09-02                                     | 2020-09-02 |  | 2٬822(+5٫2%)   | 27(+12%)    |
| 2020-09-03                                     | 2020-09-03 |  | 2٬896(+2٫6%)   | 29(+7٫4%)   |
| 2020-09-04                                     | 2020-09-04 |  | 2٬964(+2٫3%)   | 30(+3٫4%)   |
| 2020-09-05                                     | 2020-09-05 |  | 3٬024(+2%)     | 32(+6٫7%)   |
| 2020-09-06                                     | 2020-09-06 |  | 3٬103(+2٫6%)   | 33(+3٫1%)   |
| 2020-09-07                                     | 2020-09-07 |  | 3٬183(+2٫6%)   | 34(+3%)     |
| 2020-09-08                                     | 2020-09-08 |  | 3٬323(+4٫4%)   | 36(+5٫9%)   |
| 2020-09-09                                     | 2020-09-09 |  | 3٬437(+3٫4%)   | 38(+5٫6%)   |
| 2020-09-10                                     | 2020-09-10 |  | 3٬511(+2٫2%)   | 40(+5٫3%)   |
| 2020-09-11                                     | 2020-09-11 |  | 3٬623(+3٫2%)   | 40(=)       |
| 2020-09-12                                     | 2020-09-12 |  | 3٬771(+4٫1%)   | 42(+5%)     |
| 2020-09-13                                     | 2020-09-13 |  | 3٬993(+5٫9%)   | 44(+4٫8%)   |
| 2020-09-14                                     | 2020-09-14 |  | 4٬042(+1٫2%)   | 46(+4٫5%)   |
| 2020-09-15                                     | 2020-09-15 |  | 4٬164(+3%)     | 46(=)       |
| 2020-09-16                                     | 2020-09-16 |  | 4٬374(+5%)     | 51(+11%)    |
| 2020-09-17                                     | 2020-09-17 |  | 4٬571(+4٫5%)   | 55(+7٫8%)   |
| 2020-09-18                                     | 2020-09-18 |  | 4٬758(+4٫1%)   | 60(+9٫1%)   |
| 2020-09-19                                     | 2020-09-19 |  | 4٬988(+4٫8%)   | 67(+12%)    |
| 2020-09-20                                     | 2020-09-20 |  | 5٬143(+3٫1%)   | 70(+4٫5%)   |
| 2020-09-21                                     | 2020-09-21 |  | 5٬270(+2٫5%)   | 75(+7٫1%)   |
| 2020-09-22                                     | 2020-09-22 |  | 5٬395(+2٫4%)   | 76(+1٫3%)   |
| 2020-09-23                                     | 2020-09-23 |  | 5٬588(+3٫6%)   | 77(+1٫3%)   |
| 2020-09-24                                     | 2020-09-24 |  | 5٬723(+2٫4%)   | 80(+3٫9%)   |
| 2020-09-25                                     | 2020-09-25 |  | 5٬854(+2٫3%)   | 88(+10%)    |
| 2020-09-26                                     | 2020-09-26 |  | 6٬017(+2٫8%)   | 89(+1٫1%)   |
| 2020-09-27                                     | 2020-09-27 |  | 6٬170(+2٫5%)   | 93(+4٫5%)   |
| 2020-09-28                                     | 2020-09-28 |  | 6٬408(+3٫9%)   | 101(+8٫6%)  |
| 2020-09-29                                     | 2020-09-29 |  | 6٬482(+1٫2%)   | 107(+5٫9%)  |
| 2020-09-30                                     | 2020-09-30 |  | 6٬555(+1٫1%)   | 111(+3٫7%)  |
| 2020-10-01                                     | 2020-10-01 |  | 6٬704(+2٫3%)   | 116(+4٫5%)  |
| 2020-10-02                                     | 2020-10-02 |  | 6٬795(+1٫4%)   | 119(+2٫6%)  |
| 2020-10-03                                     | 2020-10-03 |  | 6٬895(+1٫5%)   | 120(+0٫84%) |
| 2020-10-04                                     | 2020-10-04 |  | 7٬012(+1٫7%)   | 120(=)      |
| 2020-10-05                                     | 2020-10-05 |  | 7٬109(+1٫4%)   | 123(+2٫5%)  |
| 2020-10-06                                     | 2020-10-06 |  | 7٬191(+1٫2%)   | 126(+2٫4%)  |
| 2020-10-07                                     | 2020-10-07 |  | 7٬273(+1٫1%)   | 128(+1٫6%)  |
| 2020-10-08                                     | 2020-10-08 |  | 7٬363(+1٫2%)   | 132(+3٫1%)  |
| 2020-10-09                                     | 2020-10-09 |  | 7٬559(+2٫7%)   | 138(+4٫5%)  |
| 2020-10-10                                     | 2020-10-10 |  | 7٬718(+2٫1%)   | 139(+0٫72%) |
| 2020-10-11                                     | 2020-10-11 |  | 7٬813(+1٫2%)   | 146(+5%)    |
| 2020-10-12                                     | 2020-10-12 |  | 7٬910(+1٫2%)   | 146(=)      |
| 2020-10-13                                     | 2020-10-13 |  | 7٬989(+1%)     | 151(+3٫4%)  |
| 2020-10-14                                     | 2020-10-14 |  | 8٬067(+0٫98%)  | 160(+6%)    |
| 2020-10-15                                     | 2020-10-15 |  | 8٬132(+0٫81%)  | 162(+1٫2%)  |
| 2020-10-16                                     | 2020-10-16 |  | 8٬195(+0٫77%)  | 168(+3٫7%)  |
| 2020-10-17                                     | 2020-10-17 |  | 8٬274(+0٫96%)  | 171(+1٫8%)  |
| 2020-10-18                                     | 2020-10-18 |  | 8٬321(+0٫57%)  | 173(+1٫2%)  |
| 2020-10-19                                     | 2020-10-19 |  | 8٬374(+0٫64%)  | 174(+0٫58%) |
| 2020-10-20                                     | 2020-10-20 |  | 8٬445(+0٫85%)  | 174(=)      |
| 2020-10-21                                     | 2020-10-21 |  | 8٬600(+1٫8%)   | 179(+2٫9%)  |
| 2020-10-22                                     | 2020-10-22 |  | 8٬638(+0٫44%)  | 182(+1٫7%)  |
| 2020-10-23                                     | 2020-10-23 |  | 8٬670(+0٫37%)  | 186(+2٫2%)  |
| 2020-10-24                                     | 2020-10-24 |  | 8٬714(+0٫51%)  | 188(+1٫1%)  |
| 2020-10-25                                     | 2020-10-25 |  | 8٬749(+0٫4%)   | 192(+2٫1%)  |
| 2020-10-26                                     | 2020-10-26 |  | 8٬787(+0٫43%)  | 196(+2٫1%)  |
| 2020-10-27                                     | 2020-10-27 |  | 8٬851(+0٫73%)  | 199(+1٫5%)  |
| 2020-10-28                                     | 2020-10-28 |  | 8٬927(+0٫86%)  | 202(+1٫5%)  |
| 2020-10-29                                     | 2020-10-29 |  | 9٬005(+0٫87%)  | 205(+1٫5%)  |
| 2020-10-30                                     | 2020-10-30 |  | 9٬094(+0٫99%)  | 206(+0٫49%) |
| 2020-10-31                                     | 2020-10-31 |  | 9٬131(+0٫41%)  | 209(+1٫5%)  |
| 2020-11-01                                     | 2020-11-01 |  | 9٬257(+1٫4%)   | 210(+0٫48%) |
| 2020-11-02                                     | 2020-11-02 |  | 9٬296(+0٫42%)  | 214(+1٫9%)  |
| 2020-11-03                                     | 2020-11-03 |  | 9٬326(+0٫32%)  | 215(+0٫47%) |
| 2020-11-04                                     | 2020-11-04 |  | 9٬373(+0٫5%)   | 217(+0٫93%) |
| 2020-11-05                                     | 2020-11-05 |  | 9٬426(+0٫57%)  | 218(+0٫46%) |
| 2020-11-06                                     | 2020-11-06 |  | 9٬472(+0٫49%)  | 218(=)      |
| 2020-11-07                                     | 2020-11-07 |  | 9٬506(+0٫36%)  | 221(+1٫4%)  |
| 2020-11-08                                     | 2020-11-08 |  | 9٬542(+0٫38%)  | 221(=)      |
| 2020-11-09                                     | 2020-11-09 |  | 9٬573(+0٫32%)  | 224(+1٫4%)  |
| 2020-11-10                                     | 2020-11-10 |  | 9٬581(+0٫08%)  | 225(+0٫45%) |
| 2020-11-11                                     | 2020-11-11 |  | 9٬634(+0٫55%)  | 225(=)      |
| 2020-11-12                                     | 2020-11-12 |  | 9٬723(+0٫92%)  | 227(+0٫89%) |
| 2020-11-13                                     | 2020-11-13 |  | 9٬780(+0٫59%)  | 229(+0٫88%) |
| 2020-11-14                                     | 2020-11-14 |  | 9٬884(+1٫1%)   | 231(+0٫87%) |
| 2020-11-15                                     | 2020-11-15 |  | 9٬929(+0٫46%)  | 231(=)      |
| 2020-11-16                                     | 2020-11-16 |  | 9٬959(+0٫3%)   | 231(=)      |
| 2020-11-17                                     | 2020-11-17 |  | 10٬019(+0٫6%)  | 231(=)      |
| 2020-11-18                                     | 2020-11-18 |  | 10٬088(+0٫69%) | 231(=)      |
| 2020-11-19                                     | 2020-11-19 |  | 10٬151(+0٫62%) | 233(+0٫87%) |
| 2020-11-20                                     | 2020-11-20 |  | 10٬240(+0٫88%) | 235(+0٫86%) |
| 2020-11-21                                     | 2020-11-21 |  | 10٬284(+0٫43%) | 238(+1٫3%)  |
| 2020-11-22                                     | 2020-11-22 |  | 10٬343(+0٫57%) | 239(+0٫42%) |
| 2020-11-23                                     | 2020-11-23 |  | 10٬422(+0٫76%) | 243(+1٫7%)  |
| 2020-11-24                                     | 2020-11-24 |  | 10٬488(+0٫63%) | 247(+1٫6%)  |
| 2020-11-25                                     | 2020-11-25 |  | 10٬541(+0٫51%) | 248(+0٫4%)  |
| 2020-11-26                                     | 2020-11-26 |  | 10٬600(+0٫56%) | 250(+0٫81%) |
| 2020-11-27                                     | 2020-11-27 |  | 10٬669(+0٫65%) | 251(+0٫4%)  |
| 2020-11-28                                     | 2020-11-28 |  | 10٬709(+0٫37%) | 256(+2%)    |
| 2020-11-29                                     | 2020-11-29 |  | 10٬763(+0٫5%)  | 257(+0٫39%) |
| 2020-11-30                                     | 2020-11-30 |  | 10٬810(+0٫44%) | 258(+0٫39%) |
| 2020-12-01                                     | 2020-12-01 |  | 10٬864(+0٫5%)  | 258(=)      |
| 2020-12-02                                     | 2020-12-02 |  | 10٬911(+0٫43%) | 259(+0٫39%) |
| 2020-12-03                                     | 2020-12-03 |  | 10٬987(+0٫7%)  | 260(+0٫39%) |
| 2020-12-04                                     | 2020-12-04 |  | 11٬063(+0٫69%) | 261(+0٫38%) |
| 2020-12-05                                     | 2020-12-05 |  | 11٬120(+0٫52%) | 265(+1٫5%)  |
| 2020-12-06                                     | 2020-12-06 |  | 11٬184(+0٫58%) | 265(=)      |
| 2020-12-07                                     | 2020-12-07 |  | 11٬271(+0٫78%) | 265(=)      |
| 2020-12-08                                     | 2020-12-08 |  | 11٬369(+0٫87%) | 266(+0٫38%) |
| 2020-12-09                                     | 2020-12-09 |  | 11٬443(+0٫65%) | 270(+1٫5%)  |
| 2020-12-10                                     | 2020-12-10 |  | 11٬509(+0٫58%) | 270(=)      |
| 2020-12-11                                     | 2020-12-11 |  | 11٬608(+0٫86%) | 271(+0٫37%) |
| 2020-12-12                                     | 2020-12-12 |  | 11٬710(+0٫88%) | 273(+0٫74%) |
| 2020-12-13                                     | 2020-12-13 |  | 11٬792(+0٫7%)  | 273(=)      |
| 2020-12-14                                     | 2020-12-14 |  | 11٬875(+0٫7%)  | 276(+1٫1%)  |
| 2020-12-15                                     | 2020-12-15 |  | 11٬907(+0٫27%) | 276(=)      |
| 2020-12-16                                     | 2020-12-16 |  | 11٬968(+0٫51%) | 279(+1٫1%)  |
| 2020-12-17                                     | 2020-12-17 |  | 12٬039(+0٫59%) | 283(+1٫4%)  |
| 2020-12-18                                     | 2020-12-18 |  | 12٬135(+0٫8%)  | 285(+0٫71%) |
| 2020-12-19                                     | 2020-12-19 |  | 12٬224(+0٫73%) | 286(+0٫35%) |
| 2020-12-20                                     | 2020-12-20 |  | 12٬289(+0٫53%) | 286(=)      |
| 2020-12-21                                     | 2020-12-21 |  | 12٬354(+0٫53%) | 288(+0٫7%)  |
| 2020-12-22                                     | 2020-12-22 |  | 12٬423(+0٫56%) | 290(+0٫69%) |
| 2020-12-23                                     | 2020-12-23 |  | 12٬519(+0٫77%) | 292(+0٫69%) |
| 2020-12-24                                     | 2020-12-24 |  | 12٬597(+0٫62%) | 294(+0٫68%) |
| 2020-12-25                                     | 2020-12-25 |  | 12٬684(+0٫69%) | 294(=)      |
| 2020-12-26                                     | 2020-12-26 |  | 12٬723(+0٫31%) | 295(+0٫34%) |
| 2020-12-27                                     | 2020-12-27 |  | 12٬732(+0٫07%) | 298(+1%)    |
| 2020-12-28                                     | 2020-12-28 |  | 12٬752(+0٫16%) | 298(=)      |
| 2020-12-29                                     | 2020-12-29 |  | 12٬783(+0٫24%) | 302(+1٫3%)  |
| 2020-12-30                                     | 2020-12-30 |  | 12٬827(+0٫34%) | 302(=)      |
| 2020-12-31                                     | 2020-12-31 |  | 12٬915(+0٫69%) | 303(+0٫33%) |
| 2021-01-01                                     | 2021-01-01 |  | 12٬931(+0٫12%) | 303(=)      |
| 2021-01-02                                     | 2021-01-02 |  | 13٬049(+0٫91%) | 304(+0٫33%) |
| 2021-01-03                                     | 2021-01-03 |  | 13٬203(+1٫2%)  | 304(=)      |
| 2021-01-04                                     | 2021-01-04 |  | 13٬246(+0٫33%) | 305(+0٫33%) |
| 2021-01-05                                     | 2021-01-05 |  | 13٬330(+0٫63%) | 306(+0٫33%) |
| 2021-01-06                                     | 2021-01-06 |  | 13٬368(+0٫29%) | 306(=)      |
| 2021-01-07                                     | 2021-01-07 |  | 13٬411(+0٫32%) | 307(+0٫33%) |
| 2021-01-08                                     | 2021-01-08 |  | 13٬455(+0٫33%) | 311(+1٫3%)  |
| 2021-01-09                                     | 2021-01-09 |  | 13٬548(+0٫69%) | 312(+0٫32%) |
| 2021-01-10                                     | 2021-01-10 |  | 13٬637(+0٫66%) | 313(+0٫32%) |
| 2021-01-11                                     | 2021-01-11 |  | 13٬760(+0٫9%)  | 315(+0٫64%) |
| 2021-01-12                                     | 2021-01-12 |  | 13٬852(+0٫67%) | 317(+0٫63%) |
| 2021-01-13                                     | 2021-01-13 |  | 13٬915(+0٫45%) | 322(+1٫6%)  |
| 2021-01-14                                     | 2021-01-14 |  | 13٬992(+0٫55%) | 323(+0٫31%) |
| 2021-01-15                                     | 2021-01-15 |  | 14٬096(+0٫74%) | 323(=)      |
| 2021-01-16                                     | 2021-01-16 |  | 14٬161(+0٫46%) | 324(+0٫31%) |
| 2021-01-17                                     | 2021-01-17 |  | 14٬274(+0٫8%)  | 326(+0٫62%) |
| 2021-01-18                                     | 2021-01-18 |  | 14٬419(+1%)    | 329(+0٫92%) |
| 2021-01-19                                     | 2021-01-19 |  | 14٬487(+0٫47%) | 331(+0٫61%) |
| 2021-01-20                                     | 2021-01-20 |  | 14٬550(+0٫43%) | 331(=)      |
| 2021-01-21                                     | 2021-01-21 |  | 14٬658(+0٫74%) | 332(+0٫3%)  |
| 2021-01-22                                     | 2021-01-22 |  | 14٬772(+0٫78%) | 336(+1٫2%)  |
| 2021-01-23                                     | 2021-01-23 |  | 14٬879(+0٫72%) | 336(=)      |
| 2021-01-24                                     | 2021-01-24 |  | 15٬012(+0٫89%) | 338(+0٫6%)  |
| 2021-01-25                                     | 2021-01-25 |  | 15٬153(+0٫94%) | 339(+0٫3%)  |
| 2021-01-26                                     | 2021-01-26 |  | 15٬241(+0٫58%) | 342(+0٫88%) |
| 2021-01-27                                     | 2021-01-27 |  | 15٬435(+1٫3%)  | 344(+0٫58%) |
| 2021-01-28                                     | 2021-01-28 |  | 15٬462(+0٫17%) | 345(+0٫29%) |
| 2021-01-29                                     | 2021-01-29 |  | 15٬527(+0٫42%) | 348(+0٫87%) |
| 2021-01-30                                     | 2021-01-30 |  | 15٬653(+0٫81%) | 350(+0٫57%) |
| 2021-01-31                                     | 2021-01-31 |  | 15٬778(+0٫8%)  | 352(+0٫57%) |
| 2021-02-01                                     | 2021-02-01 |  | 15٬973(+1٫2%)  | 353(+0٫28%) |
| 2021-02-02                                     | 2021-02-02 |  | 16٬073(+0٫63%) | 355(+0٫57%) |
| 2021-02-03                                     | 2021-02-03 |  | 16٬250(+1٫1%)  | 355(=)      |
| 2021-02-04                                     | 2021-02-04 |  | 16٬513(+1٫6%)  | 357(+0٫56%) |
| 2021-02-05                                     | 2021-02-05 |  | 16٬851(+2%)    | 357(=)      |
| 2021-02-06                                     | 2021-02-06 |  | 17٬085(+1٫4%)  | 358(+0٫28%) |
| 2021-02-07                                     | 2021-02-07 |  | 17٬298(+1٫2%)  | 358(=)      |
| 2021-02-08                                     | 2021-02-08 |  | 17٬701(+2٫3%)  | 359(+0٫28%) |
| 2021-02-09                                     | 2021-02-09 |  | 17٬908(+1٫2%)  | 362(+0٫84%) |
| 2021-02-10                                     | 2021-02-10 |  | 18٬237(+1٫8%)  | 363(+0٫28%) |
| 2021-02-11                                     | 2021-02-11 |  | 18٬527(+1٫6%)  | 368(+1٫4%)  |
| 2021-02-12                                     | 2021-02-12 |  | 18٬830(+1٫6%)  | 372(+1٫1%)  |
| 2021-02-13                                     | 2021-02-13 |  | 19٬035(+1٫1%)  | 374(+0٫54%) |
| 2021-02-14                                     | 2021-02-14 |  | 19٬305(+1٫4%)  | 378(+1٫1%)  |
| 2021-02-15                                     | 2021-02-15 |  | 19٬773(+2٫4%)  | 378(=)      |
| 2021-02-16                                     | 2021-02-16 |  | 20٬016(+1٫2%)  | 381(+0٫79%) |
| 2021-02-17                                     | 2021-02-17 |  | 20٬310(+1٫5%)  | 384(+0٫79%) |
| 2021-02-18                                     | 2021-02-18 |  | 20٬581(+1٫3%)  | 391(+1٫8%)  |
| 2021-02-19                                     | 2021-02-19 |  | 20٬924(+1٫7%)  | 391(=)      |
| 2021-02-20                                     | 2021-02-20 |  | 21٬382(+2٫2%)  | 396(+1٫3%)  |
| 2021-02-21                                     | 2021-02-21 |  | 21٬679(+1٫4%)  | 399(+0٫76%) |
| 2021-02-22                                     | 2021-02-22 |  | 21٬826(+0٫68%) | 405(+1٫5%)  |
| 2021-02-23                                     | 2021-02-23 |  | 22٬019(+0٫88%) | 406(+0٫25%) |
| 2021-02-24                                     | 2021-02-24 |  | 22٬267(+1٫1%)  | 410(+0٫99%) |
| 2021-02-25                                     | 2021-02-25 |  | 22٬471(+0٫92%) | 413(+0٫73%) |
| 2021-02-26                                     | 2021-02-26 |  | 22٬817(+1٫5%)  | 417(+0٫97%) |
| 2021-02-27                                     | 2021-02-27 |  | 23٬263(+2%)    | 422(+1٫2%)  |
| 2021-02-28                                     | 2021-02-28 |  | 23٬599(+1٫4%)  | 425(+0٫71%) |
| 2021-03-01                                     | 2021-03-01 |  | 23٬838(+1%)    | 432(+1٫6%)  |
| 2021-03-02                                     | 2021-03-02 |  | 24٬103(+1٫1%)  | 435(+0٫69%) |
| 2021-03-03                                     | 2021-03-03 |  | 24٬444(+1٫4%)  | 436(+0٫23%) |
| 2021-03-04                                     | 2021-03-04 |  | 24٬776(+1٫4%)  | 443(+1٫6%)  |
| 2021-03-05                                     | 2021-03-05 |  | 25٬303(+2٫1%)  | 446(+0٫68%) |
| 2021-03-06                                     | 2021-03-06 |  | 26٬026(+2٫9%)  | 453(+1٫6%)  |
| 2021-03-07                                     | 2021-03-07 |  | 26٬904(+3٫4%)  | 454(+0٫22%) |
| 2021-03-08                                     | 2021-03-08 |  | 27٬465(+2٫1%)  | 460(+1٫3%)  |
| 2021-03-09                                     | 2021-03-09 |  | 28٬273(+2٫9%)  | 463(+0٫65%) |
| 2021-03-10                                     | 2021-03-10 |  | 28٬968(+2٫5%)  | 475(+2٫6%)  |
| 2021-03-11                                     | 2021-03-11 |  | 29٬387(+1٫4%)  | 480(+1٫1%)  |
| 2021-03-12                                     | 2021-03-12 |  | 29٬912(+1٫8%)  | 484(+0٫83%) |
| 2021-03-13                                     | 2021-03-13 |  | 30٬499(+2%)    | 485(+0٫21%) |
| 2021-03-14                                     | 2021-03-14 |  | 31٬305(+2٫6%)  | 492(+1٫4%)  |
| 2021-03-15                                     | 2021-03-15 |  | 31٬907(+1٫9%)  | 494(+0٫41%) |
| 2021-03-16                                     | 2021-03-16 |  | 32٬728(+2٫6%)  | 507(+2٫6%)  |
| 2021-03-17                                     | 2021-03-17 |  | 33٬366(+1٫9%)  | 511(+0٫79%) |
| 2021-03-18                                     | 2021-03-18 |  | 33٬970(+1٫8%)  | 519(+1٫6%)  |
| 2021-03-19                                     | 2021-03-19 |  | 34٬665(+2%)    | 524(+0٫96%) |
| 2021-03-20                                     | 2021-03-20 |  | 35٬338(+1٫9%)  | 533(+1٫7%)  |
| 2021-03-21                                     | 2021-03-21 |  | 35٬896(+1٫6%)  | 536(+0٫56%) |
| 2021-03-22                                     | 2021-03-22 |  | 36٬231(+0٫93%) | 542(+1٫1%)  |
| 2021-03-23                                     | 2021-03-23 |  | 36٬670(+1٫2%)  | 545(+0٫55%) |
| 2021-03-24                                     | 2021-03-24 |  | 37٬128(+1٫2%)  | 546(+0٫18%) |
| 2021-03-25                                     | 2021-03-25 |  | 37٬458(+0٫89%) | 557(+2%)    |
| 2021-03-26                                     | 2021-03-26 |  | 37٬747(+0٫77%) | 566(+1٫6%)  |
| 2021-03-27                                     | 2021-03-27 |  | 38٬227(+1٫3%)  | 570(+0٫71%) |
| 2021-03-28                                     | 2021-03-28 |  | 38٬514(+0٫75%) | 586(+2٫8%)  |
| 2021-03-29                                     | 2021-03-29 |  | 38٬848(+0٫87%) | 587(+0٫17%) |
| 2021-03-30                                     | 2021-03-30 |  | 39٬237(+1%)    | 596(+1٫5%)  |
| 2021-03-31                                     | 2021-03-31 |  | 39٬543(+0٫78%) | 599(+0٫5%)  |
| 2021-04-01                                     | 2021-04-01 |  | 39٬967(+1٫1%)  | 607(+1٫3%)  |
| 2021-04-02                                     | 2021-04-02 |  | 40٬449(+1٫2%)  | 613(+0٫99%) |
| 2021-04-03                                     | 2021-04-03 |  | 40٬663(+0٫53%) | 615(+0٫33%) |
| 2021-04-04                                     | 2021-04-04 |  | 41٬013(+0٫86%) | 618(+0٫49%) |
| 2021-04-05                                     | 2021-04-05 |  | 41٬328(+0٫77%) | 622(+0٫65%) |
| 2021-04-06                                     | 2021-04-06 |  | 41٬400(+0٫17%) | 631(+1٫4%)  |
| 2021-04-07                                     | 2021-04-07 |  | 41٬604(+0٫49%) | 646(+2٫4%)  |
| 2021-04-08                                     | 2021-04-08 |  | 41٬843(+0٫57%) | 661(+2٫3%)  |
| 2021-04-09                                     | 2021-04-09 |  | 42٬119(+0٫66%) | 669(+1٫2%)  |
| 2021-04-10                                     | 2021-04-10 |  | 42٬500(+0٫9%)  | 672(+0٫45%) |
| 2021-04-11                                     | 2021-04-11 |  | 42٬763(+0٫62%) | 676(+0٫6%)  |
| 2021-04-12                                     | 2021-04-12 |  | 42٬924(+0٫38%) | 682(+0٫89%) |
| 2021-04-13                                     | 2021-04-13 |  | 43٬054(+0٫3%)  | 632(−7٫3%)  |
| 2021-04-14                                     | 2021-04-14 |  | 43٬240(+0٫43%) | 637(+0٫79%) |
| 2021-04-15                                     | 2021-04-15 |  | 43٬473(+0٫54%) | 713(+12%)   |
| 2021-04-16                                     | 2021-04-16 |  | 43٬684(+0٫49%) | 721(+1٫1%)  |
| 2021-04-17                                     | 2021-04-17 |  | 43٬890(+0٫47%) | 723(+0٫28%) |
| 2021-04-18                                     | 2021-04-18 |  | 44٬136(+0٫56%) | 727(+0٫55%) |
| 2021-04-19                                     | 2021-04-19 |  | 44٬254(+0٫27%) | 738(+1٫5%)  |
| 2021-04-20                                     | 2021-04-20 |  | 44٬337(+0٫19%) | 744(+0٫81%) |
| ⋮                                              | ⋮          |  | 44٬337(=)      | 744(=)      |
| 2021-05-13                                     | 2021-05-13 |  | 46٬918(+5٫8%)  | 819(+10%)   |
| مصادر: Jamaica Ministry of Health and Wellness |            |  |                |             |

في 10 مارس 2020، سجلت وزارة الصحة والعافية (إم أو إتش دابليو) حالة كوفيد-19 الأولى في جامايكا: مريضة وصلت من المملكة المتحدة في 4 مارس. أفاد وزير الصحة بوجود المريضة في العزل منذ 9 مارس بعد ظهور أعراض تنفسية عليها. في تطورات لاحقة، جرى توسيع حظر السفر المفروض ليشمل فرنسا وألمانيا وإسبانيا.
في 11 مارس، أكد وزير الصحة في البلاد كريستوفر توفتون تسجيل «الحالة الثانية المستوردة من فيروس كورونا».
في 13 مارس، أعلنت البلاد تسجيل ست حالات إضافية -بما فيها أب المريضة الأولى ومريضة أخرى. في وقت لاحق من اليوم نفسه، أعلنت الحكومة وضع مجتمع بول باي -حيث جرت الجنازة التي حضرتها المريضة الأولى- تحت الحجر الصحي لمدة 14 يومًا. أعلنت وزيرة خارجية البلاد كامينا جونسون سميث توسيع نطاق حظر السفر ليشمل المملكة المتحدة عقب تسجيل أربع حالات لأشخاص قادمين من المملكة المتحدة أو مسافرين عبرها.
في 15 مارس، أبلغت وزارة الصحة والعافية عن الاشتباه بتسع عشرة حالة وأكدت إجراء اختبارات كوفيد-19 للمرضى المشتبهين. ثبت إصابة مريضين فقط من بين الحالات المشتبه بها؛ قدِم أحدهما من ترينيداد وتوباغو، بينما كان الآخر من «مخالطي المريضة رقم 0». في التحديث نفسه، أكدت الوزارة وجود سبعة وعشرين مريضًا في مرافق العزل، إضافةً إلى زوال أعراض المرض عن المريضين الأول والثاني.
في 16 مارس، أفاد كل من وزارة الصحة والعافية ومكتب رئيس الوزراء بوجود خمس حالات أولية مؤكدة. أكدت الحكومة في وقت لاحق من اليوم نفسه ثبوت إصابة مريضين فقط من بين الحالات الخمسة المبلغ عنها. فرضت الحكومة في استجابتها لارتفاع عدد الحالات المزيد من إجراءات التباعد الاجتماعي مثل إصدار توجيهات العمل من المنزل، وحظر جميع التجمعات التي تضم أكثر من 20 شخصًا، وإغلاق الحانات والمطاعم، وإلغاء الفعاليات الرياضية.
في 17 مارس، سجلت تقارير وزارة الصحة والعافية (إم أو إتش دابليو) ومكتب رئيس الوزراء (أو بّي إم) حالةً إضافيةً –شخص آخر حضر الجنازة التي حضرتها المريضة الأولى.
في 18 مارس، أعلن رئيس الخدمات الطبية في جامايكا عبر مؤتمر صحفي أول وفيات البلاد بكوفيد-19، إلى جانب تسجيل حالتين إضافيتين.
في 19 مارس، سجلت وزارة الصحة والعافية (إم أو إتش دابليو) حالةً إضافيةً ليصل المجموع إلى 16 حالةً.
في 20 مارس، سجلت وزارة الصحة والعافية (إم أو إتش دابليو) ثلاث حالات إضافيةً ليصل المجموع إلى 19 حالةً (منها خمس حالات ناجمة عن انتقال محلي).
في 23 مارس، سجلت وزارة الصحة والعافية حالتين إضافيتين ليصل المجموع إلى 21 حالةً. جرى التعرف على إحدى الحالتين عبر تقصي المخالطين، إذ تبين مخالطتها مريضَي كوفيد-19.
في 25 مارس، سجلت وزارة الصحة والعافية حالةً إضافيةً ليصل المجموع إلى 26 حالةً.
في 27 مارس، سجلت وزارة الصحة والعافية (إم أو إتش دابليو) أربع حالات إضافية ليصل المجموع إلى 30 حالةً.
في 28 مارس، سجلت وزارة الصحة والعافية (إم أو إتش دابليو) حالتين إضافيتين ليصل المجموع إلى 32 حالةً.
في 29 مارس، سجلت وزارة الصحة والعافية (إم أو إتش دابليو) أربع حالات إضافيةً ليصل العدد الإجمالي إلى 36 حالةً، من بينها مريضتان مسافرتان من نيويورك وأول مصاب في صفوف العاملين في الرعاية الصحية. شهد اليوم أيضًا إعلان الحكومة شفاء المريضة الأولى في جامايكا.
في 31 مارس، سجلت وزارة الصحة والعافية (إم أو إتش دابليو) حالتين إضافيتين ليصل المجموع إلى 38 حالةَ -بما فيها مريض واحد مسافر أمضى وقتًا في بوسطن وأتلانتا؛ وأول مريض تحت سن 18 عامًا. في البيان نفسه، أعلنت وزارة الصحة والعافية عن الوفاة الثانية بفيروس كورونا: مريض في طور الشفاء توفي نتيجة توقف قلبه، بعد تخريجه من المشفى كثاني حالات الشفاء في البلاد.

### أبريل 2020
في 1 أبريل، سجلت وزارة الصحة والعافية ست حالات إضافية ليصل العدد الإجمالي إلى 44 حالة. يُذكر أن جميع الحالات الست من سكان مجتمع كورن بيس في هايز، كلارندون، التي خضعت بدورها للحجر الصحي منذ 19 مارس. أكد وزير الصحة عبر موقع تويتر في وقت سابق من ذلك اليوم، «تسجيل البلاد وفاةً أخرى مرتبطةً بكوفيد-19».
في 2 أبريل، سجلت وزارة الصحة والعافية (إم أو إتش دابليو) ثلاث حالات إضافية ليصل العدد الإجمالي إلى 47 حالةً. شملت الحالات الجديدة زوجين في السبعينيات من العمر كانا قد سافرا إلى نيويورك سابقًا، وذكرًا يبلغ من العمر 32 عامًا دون توافر معلومات حول سفره خارج البلاد.
في 3 أبريل، سجلت وزارة الصحة والعافية (إم أو إتش دابليو) ست حالات إضافيةً، ثبت مخالطة أربع منها لحالة مؤكدة، بينما تأكد وجود قصة سفر لدى الحالة الخامسة، أما الأخيرة لم يُحدد سبب إصابتها بعد. أكدت وزارة الصحة والعافية أيضًا شفاء خمسة مرضى وتخريجهم من المشفى، ليصل عدد حالات الشفاء الإجمالي إلى 7 حالات، مقابل 53 حالةً إجمالية.
في 4 أبريل، سجلت وزارة الصحة والعافية حالتين إضافيتين: امرأة تبلغ من العمر 73 عامًا كانت قد خالطت حالةً مؤكدة، وأنثى تبلغ من العمر 63 عامًا لم تحدد التحريات سبب إصابتها بعد. في تغريدة لاحقة على موقع تويتر، أكدت الوزارة شفاء مريض آخر وإرساله إلى المنزل، ليصل إجمالي حالات الشفاء إلى 8 حالات، مقابل 55 حالةً إجماليةً.
في 5 أبريل، سجلت وزارة الصحة والعافية (إم أو إتش دابليو) ثلاث حالات إضافية، من بينها ذكر يبلغ من العمر 52 عامًا كان قد سافر إلى البرازيل، وامرأة تبلغ من العمر 41 عامًا سافرت إلى نيويورك، وأنثى تبلغ من العمر 41 عامًا دون وجود قصة سفر في بياناتها، ليصل بذلك إجمالي عدد الحالات إلى 58 حالةً.
في 6 أبريل، سجلت وزارة الصحة والعافية (إم أو إتش دابليو) حالةً إضافيةً ليصل المجموع إلى 59 حالةً. يُذكر أن المريض رجل يبلغ من العمر 43 عامًا دون توفر قصة سفر معروفة، وجرى التحري لمعرفة طريقة انتقال المرض إليه.
في 7 أبريل، سجلت وزارة الصحة والعافية (إم أو إتش دابليو) أربع حالات إضافية من سكان كينغستون وسانت أندرو: امرأتان تبلغان من العمر 48 عامًا، وامرأة تبلغ من العمر 26 عامًا، ورجل يبلغ 26 عامًا؛ تأكد مخالطتهم جميعًا أحد المصابين بفيروس كورونا. أكدت وزارة الصحة والعافية أيضًا شفاء وتخريج مريضين إضافيين، ليصل إجمالي حالات الشفاء إلى 10 حالات، مقابل ارتفاع عدد الحالات الإجمالي إلى 63 حالةً.
في 8 أبريل، سجلت وزارة الصحة والعافية (إم أو إتش دابليو) وفاةً إضافية بكوفيد-19، ليصل عدد الوفيات الإجمالي إلى 4 وفيات. أكدت وزارة الصحة والعافية شفاء مريضين إضافيين وتخريجهما من المشفى، ليصل إجمالي حالات الشفاء إلى 12 حالةً.
في 9 أبريل، أعلنت وزارة الصحة والعافية ارتفاع عدد حالات الشفاء الإجمالي إلى 13 حالةً.
في 10 أبريل، سجلت وزارة الصحة والعافية حالتين إضافيتين ليصل المجموع إلى 65 حالةً. شملت تفاصيل المرضى الجدد: امرأة تبلغ من العمر 50 عامًا من سانت جيمس كانت قد سافرت إلى نيويورك، وأنثى من سانت كاثرين تبلغ من العمر 21 عامًا، لم يُعرف حينها سبب إصابتها.
في 11 أبريل، سجلت وزارة الصحة والعافية (إم أو إتش دابليو) أربع حالات إضافيةً: ذكر يبلغ من العمر 52 عامًا، وذكر آخر يبلغ من العمر 73 عامًا من مانشستر، إذ خالط كلاهما حالةً كوفيد-19 مؤكدة، وامرأة تبلغ من العمر 46 عامًا من كلارندون كانت أيضًا على اتصال بحالة مؤكدة؛ وشاب يبلغ من العمر 19 عامًا أيضًا من سكان كلارندون جرى التحقيق لمعرفة سبب إصابته. وصل بذلك عدد الحالات الإجمالي إلى 69 حالةً.
في 12 أبريل، سجلت وزارة الصحة والعافية (إم أو إتش دابليو) ثلاث حالات إضافية: ذكر يبلغ من العمر 17 عامًا من سانت آن جرى التحقيق في كيفية انتقال المرض إليه، وامرأة مخالطة لإحدى الحالات المؤكدة، تبلغ من العمر 52 عامًا وتقطن في كينغستون وسانت أندرو، ورجل يبلغ من العمر 65 عامًا من سانت إليزابيث، كان قد خالط عددًا من السياح وجرى التحقيق لمعرفة طريقة انتقال المرض إليه. أعلنت الوزارة في اليوم ذاته شفاء ثلاثة مرضى وإرسالهم إلى منازلهم، ليصل إجمالي حالات الشفاء إلى 16 حالة، مقابل ارتفاع عدد الحالات الإجمالي إلى 72 حالةً.
في 13 أبريل، سجلت وزارة الصحة والعافية حالةً إضافيةً ليصل العدد الإجمالي إلى 73 حالةً. يُذكر أن المريض ذكر من سكان كينغستون وسانت أندرو ويبلغ من العمر 52 عامًا، وكان قد خالط إحدى الحالات المؤكدة. أعلنت الوزارة شفاء ثلاثة مرضى آخرين ليصل إجمالي حالات الشفاء إلى 19 حالةً.
في 14 أبريل، سجلت وزارة الصحة والعافية (إم أو إتش دابليو) 32 حالةً إضافيةً ليصل المجموع إلى 105 حالات، ما شكّل أكبر ارتفاع في الحالات اليومية المؤكدة حتى هذا التاريخ. شملت قائمة الحالات الجديدة: 5 ذكور و27 أنثى تتراوح أعمارهم بين 19 و70 سنة، مع اختلاف أسلوب انتقال المرض بينهم. نُسبت معظم الحالات إلى مركز اتصالات في بورتمور، سانت كاترين. استجابت حكومة جامايكا لهذه الزيادة عبر إغلاق أبرشية سانت كاترين لمدة أسبوع. أعلنت وزارة الصحة والعافية في بيان لاحق عن الوفاة الخامسة بكوفيد-19، إلى جانب شفاء مريضَين آخرين ليصل إجمالي حالات الشفاء إلى 21 حالةً.
في 15 أبريل، سجلت وزارة الصحة والعافية (إم أو إتش دابليو) 20 حالة إضافية ليصل المجموع إلى 125 حالةً. شملت قائمة الحالات الجديدة: 5 ذكور و15 أنثى، تراوحت أعمارهم بين عامين و43 عامًا، مع اختلاف طرق إصابتهم بالمرض. صُنّف كل من أصغر المرضى الجدد وأكبرهم ضمن قائمة «الحالات المستوردة»، في حين نسبت باقي الإصابات الجديدة إلى بؤرة التفشي المُعلن عنها سابقًا في مركز الاتصالات التابع لشركة ألوريكا في 14 أبريل. طبقًا لبيانات وزارة الصحة والعافية، ارتبطت 52 حالةً حينها بمركز الاتصالات لوحده.
في 16 أبريل، سجلت وزارة الصحة والعافية (إم أو إتش دابليو) 18 حالةً إضافيةً ليصل عدد الحالات الإجمالي إلى 143 حالةً. تضمنت الحالات الجديدة: 5 ذكور و13 أنثى تراوحت أعمارهم بين 4 سنوات و56 سنةً. اشتبهت الوزارة بارتباط معظم الحالات ببؤرة مركز الاتصالات التابع لشركة ألوريكا المُعلن عنها في 14 أبريل. أكدت وزارة الصحة والعافية في بيان لاحق إصابة أحد موظفيها بفيروس كورونا المستجد، ومن ثم إغلاق مكاتبها الرئيسية في 17 أبريل بهدف إجراء عمليات التنظيف. أمرت الوزارة موظفيها (بمن فيهم أمينها الدائم السيد دونستان براين) بحجر أنفسهم في المنزل. أشارت التقارير إلى أن نتائج اختبار كوفيد-19 الذي أجراه وزير الصحة قد جاءت سالبةً. سجّل موقع وزارة الصحة والعافية الإلكتروني حتى الساعة 21:17 بالتوقيت المحلي من مساء هذا اليوم 25 حالة شفاء جديدةً.
في 17 أبريل، سجلت وزارة الصحة والعافية (إم أو إتش دابليو) 20 حالةً إضافيةً ليصل المجموع إلى 163 حالةً. تضمنت قائمة الحالات الجديدة عاملتين في مركز الاتصالات التابع لشركة ألوريكا، تبلغان من العمر 33 عامًا و19 عامًا، إضافةً إلى رجل يبلغ من العمر 42 عامًا، وجرى التحقيق لمعرفة تفاصيل إصابته. لم تكشف وزارة الصحة والعافية عن تفاصيل بقية المرضى البالغ عددهم 17.
في 18 أبريل، سجلت وزارة الصحة والعافية (إم أو إتش دابليو) 10 حالات إضافية ليصل المجموع إلى 173 حالةً. تبعًا لأقوال البعض، شملت قائمة الحالات العشر الجديدة والحالات السبعة عشر التي لم تتوفر تفاصيل عنها في 17 أبريل: 18 أنثى و9 ذكور، تراوحت أعمارهم غالبًا بين 20 و29 عامًا. وفقًا للبيان الصحفي، ثبت أن 22 حالةً من إجمالي الحالات السبعة والعشرين في الواقع من عمال في مركز الاتصال التابع لألوريكا في بورتمور، سانت كاترين، إضافة إلى وجود مخالطَين للعمال المذكورين. أكدت وزارة الصحة والعافية شفاء مريضَين آخرين وإرسالهما إلى منازلهما، ليصل إجمالي حالات الشفاء إلى 27 حالةً.
في 19 أبريل، سجلت وزارة الصحة والعافية (إم أو إتش دابليو) 23 حالةً إضافيةً ليصل عدد الحالات الإجمالي إلى 196، دون توفير أي تفاصيل عن المرضى. أكدّت الوزارة أيضًا أن 95 حالةً «مرتبطة ببؤرة مكان العمل».
في 20 أبريل، سجلت وزارة الصحة والعافية (إم أو إتش دابليو) 27 حالةً إضافيةً، ليصل المجموع إلى 223 حالةً. ضمت قائمة المرضى الجدد 19 أنثى و8 ذكور، مع ارتباط 26 منها «ببؤرة مكان العمل» المُعلن عنها في 14 أبريل (وبذلك يصل مجموع الحالات المتعلقة بمركز الاتصالات إلى 120 حالةً).
في 21 أبريل، سجلت وزارة الصحة والعافية (إم أو إتش دابليو) 10 حالات إضافيةً ليصل المجموع إلى 233 حالةً. تضمنت قائمة المرضى الجدد 5 عاملين في وزارة الصحة والعافية (ليصل بذلك مجموع الحالات في مكاتب الوزارة إلى 6)، وثلاثة حالات متصلة ببؤرة مكان العمل في بورتمور، سانت كاترين.
في 22 أبريل، سجلت وزارة الصحة والعافية (إم أو إتش دابليو) 19 حالةً إضافيةً ليصل المجموع إلى 252 حالةً.
في 23 أبريل، سجلت وزارة الصحة والعافية (إم أو إتش دابليو) خمس حالات إضافيةً ليصل المجموع إلى 257 حالةً، وأعلنت أيضًا شفاء مريض جديد وتخريجه من المشفى، ليصل مجموع حالات الشفاء إلى 28 حالةً. أعلنت وزارة الصحة والعافية في تحديث لاحق تسجيل الوفاة السابعة بكوفيد-19 في البلاد: مريض بلغ من العمر أربع سنوات وتوفي في مستشفى كورنوال الإقليمي في خليج مونتيغو، سانت جيمس.
في 24 أبريل، سجلت وزارة الصحة والعافية 31 حالةً إضافيةً ليصل المجموع إلى 288 حالةً.
في 25 أبريل، سجلت وزارة الصحة والعافية (إم أو إتش دابليو) 17 حالةً إضافيةً، ليصل مجموع الحالات إلى 305 حالة. شملت قائمة المرضى الجدد 6 ذكور و11 أنثى، تراوحت أعمارهم بين 21 و59 عامًا. يُذكر أيضًا ارتباط 12 حالة من المرضى الجدد ببؤرة مكان العمل في بورتمور، سانت كاترين، بينما تأكد مخالطة ثلاثة مرضى لحالات مؤكدة، مع استمرار التحقيقات لمعرفة سبب إصابة آخر مريضَين منهم. وصل عدد الحالات المتعلقة بمركز اتصالات ألوريكا إلى 165 حالة من أصل 305 حالات مؤكدة في البلاد.
في 26 أبريل، سجلت وزارة الصحة والعافية 43 حالةً إضافيةً، ليصل عدد الحالات الإجمالي إلى 348 حالةً، ما شكّل أكبر ارتفاع في الحالات اليومية المؤكدة حتى تاريخ هذا اليوم. أعلنت وزارة الصحة والعافية في البيان الصحفي نفسه فتح تحقيق في وفاة أم شابة بعد حدوث مضاعفات في أثناء الولادة، إذ رفضت العديد من المستشفيات العامة والخاصة قبولها إثر ظهور أعراض كوفيد-19 عليها. أشارت تقارير الوزارة إلى وقوع 45 إصابةً جديدةً (ليصل المجموع إلى 350)، لكن العدد انخفض إلى 348 لاحقًا بعد مراجعة البيانات وتنقيحها.
في 27 أبريل، سجلت وزارة الصحة والعافية 16 حالةً إضافية ليصل المجموع إلى 364 حالةً. شملت قائمة المرضى الجدد: سبعة ذكور وتسع إناث، تراوحت أعمارهم بين ثلاثة أعوام و77 عامًا. يُذكر أيضًا ارتباط سبعة مرضى منهم ببؤرة مكان العمل في بورتمور، سانت كاترين، إلى جانب تأكيد مخالطة مريض واحد لإحدى الحالات المؤكدة، واستمرار التحريات لمعرفة سبب انتقال المرض إلى الحالات الثمانية المتبقية. أضاف وزير الصحة في مؤتمر صحفي مفصل أن 182 حالةً من الحالات المؤكدة «مرتبطة ببؤرة مكان العمل»، وأكد اختبار ما مجموعه 3621 عينةً مع انتظار صدور نتائج 26 عينةً. أكدت وزارة الصحة والعافية شفاء وتخريج مريض آخر من المستشفى، ليصل عدد حالات الشفاء الإجمالي إلى 29 حالةً.
في 28 أبريل، سجل موقع وزارة الصحة والعافية عدد حالات إجمالي بلغ 381 حالةً مؤكدةً -بزيادة قدرها 17 حالةً.
في 29 أبريل، سجلت وزارة الصحة والعافية (إم أو إتش دابليو) 15 حالةً إضافيةً ليصل المجموع إلى 396 حالةً مؤكدةً في البلاد. شملت قائمة الحالات الجديدة المثبتة في آخر 48 ساعة (والبالغ عددها 32): 11 ذكرًا و25 أنثى، تراوحت أعمارهم بين سنة و71 سنةً. ارتبط خمسة عشر مريضًا منهم ببؤرة مكان العمل في بورتمور، سانت كاترين، بينما تأكد مخالطة أحد عشر مريضًا لحالات كوفيد-19 مؤكدة، مع وجود حالة وحيدة مستوردة، وبقي سبب إصابة الخمسة الباقين قيد التقصي. حتى الآن، نُسبت 245 حالةً بطرق مباشرة وغير مباشرة إلى بؤرة مكان العمل المذكورة.
في 30 أبريل، سجلت وزارة الصحة والعافية (إم أو إتش دابليو) 26 حالةً إضافيةً ليصل المجموع إلى 422 حالةً. ضمت قائمة المرضى الجدد 9 ذكور و17 أنثى، تراوحت أعمارهم بين 8 أشهر و63 عامًا. ارتبط اثنا عشر مريضًا منهم بصورة مباشرة وغير مباشرة ببؤرة مكان العمل في بورتمور، سانت كاترين، بينما تأكد مخالطة ستة مرضى لحالات أخرى مؤكدة، وبقي سبب إصابة الثمانية المتبقين قيد التقصي. أعلنت وزارة الصحة والعافية إصابة تسعة عشر شخصًا من موظفيها بكوفيد-19، إلى جانب تسجيل وفاة إضافية بكوفيد-19 -ليصل إجمالي الوفيات إلى 8.

### مايو 2020
في 1 مايو، أكدت وزارة الصحة والعافية 10 حالات إضافية لتبلغ بذلك حصيلة الحالات 432 حالة. ومن بين المرضى الجدد، كان هناك حالتين ذكور وثماني حالات إناث تتراوح أعمارهم بين 2 و49 عامًا. إن المرضى الثمانية على علاقة مباشرة أو غير مباشرة بتفشي المرض في أحد أماكن العمل في بورتمور، سانت كاثرين؛ ويجري التحقيق بوسيلة عدوى المريضين الآخرين. أعلنت وزارة الصحة عن شفاء وتخريج حالتين، ليصل إجمالي حالات الشفاء إلى 31 حالة.
في 2 مايو، أكدت وزارة الصحة والعافية 31 حالة إضافية لتبلغ بذلك الحصيلة 463 حالة. ومن بين المرضى الجدد، هناك 11 من الذكور و20 من الإناث؛ وتتراوح أعمارهم بين 8 إلى 72 عامًا. يرتبط 12 مريضًا ارتباطًا مباشرًا وغير مباشر بتجمع مرضي لأحد أماكن العمل في بورتمور، سانت كاثرين؛ ويجري تقصي وسيلة عدوى المرضى التسعة عشر المتبقيين. بالإضافة إلى ذلك، أعلنت وزارة الصحة عن شفاء وتخريج مريضين آخرين ليصل إجمالي حالات الشفاء إلى 33 حالة.
في 3 مايو، أكدت وزارة الصحة والعافية 6 حالات إضافية لتبلغ بذلك الحصيلة 469 حالة. ومن بين المرضى الجدد، هناك 4 من الذكور و 2 من الإناث، وتتراوح أعمار هؤلاء بين 9 و 37 عامًا. جميع الحالات من سانت ماري، وهي لأشخاص مخالطين لحالات مؤكدة. أعلنت وزارة الصحة عن الوفاة التاسعة جرّاء مرض كوفيد-19 (لرجل يبلغ من العمر 73 عامًا من كينغستون وسانت أندرو)، وأعلنت عن شفاء وتخريج خمسة مرضى آخرين، ليصل إجمالي حالات الشفاء إلى 38 حالة.
في 4 مايو، أكدت وزارة الصحة والعافية حالتين إضافيتين لتبلغ بذلك الحصيلة 471 حالة. والمريضان الجديدان هما: طفل في الثانية عشرة من عمره من سانت كاثرين وامرأة في العشرين من العمر من كلارندون والتي تبيّن بأنها مخالطة لحالات مؤكدة. بالإضافة إلى ذلك، أعلنت وزارة الصحة عن شفاء وتخريج 11 مريضًا ليصل إجمالي حالات الشفاء إلى 49 حالة.
في 5 مايو، أكدت وزارة الصحة والعافية حالتين إضافيتين لتبلغ بذلك الحصيلة 473 حالة. والمريضان الجديدان هما ذكران يبلغان من العمر 34 عامًا من كينغستون وسانت أندرو. أحدهما مخالط لحالة مؤكدة مرتبطة بالتجمع المرضي لمكان العمل في بورتمور، سانت كاثرين؛ والآخر مخالط لحالة مؤكدة قيد التقصي. بالإضافة إلى ذلك، أبلغت وزارة الصحة عن شفاء وتخريج 7 مرضى آخرين ليصل إجمالي حالات الشفاء إلى 56.
في 6 مايو، أكدت وزارة الصحة والعافية 5 حالات إضافية لتبلغ بذلك الحصيلة 478 حالة. ومن بين المرضى الجدد: ذكر من سانت ماري يبلغ من العمر 18 عامًا (وهو مخالط لحالة مؤكدة سابقًا)؛ وثلاثة رجال تتراوح أعمارهم بين 16 و69 عامًا؛ وأنثى تبلغ من العمر 17 عامًا. أبلغت وزارة الصحة عن شفاء وتخريج مريض آخر، ليصل بذلك إجمالي حالات الشفاء إلى 57 حالة.
في 7 مايو، أكدت وزارة الصحة والعافية 10 حالات إضافية لتبلغ بذلك الحصيلة 488 حالة. وأبلغت وزارة الصحة عن شفاء وتخريج مريض إضافي ليصل مجموع حالات الشفاء إلى 58 حالة.
في 8 مايو، أكدت وزارة الصحة والعافية حالتين إضافيتين لتبلغ بذلك الحصيلة 490 حالة. أبلغت وزارة الصحة عن شفاء وتخريج أربعة مرضى آخرين ليصل إجمالي حالات الشفاء إلى 62 حالة.
في 9 مايو، أكدت وزارة الصحة والعافية 8 حالات إضافية لتبلغ بذلك الحصيلة 498 حالة. أبلغت وزارة الصحة عن شفاء وتخريج 16 مريضًا ليصل مجموع حالات الشفاء إلى 78 حالة.
في 10 مايو، أكدت وزارة الصحة والعافية 4 حالات الإضافية لتبلغ بذلك الحصيلة 502. ومن بين المرضى الجدد (جميعهم من الذكور): رجل يبلغ من العمر 31 عامًا من سانت آن تبيّن أنه قادم من الخارج مع مجموعة المقيمين الذين أعيدوا إلى وطنهم مؤخرًا؛ والآخرون – الذين تتراوح أعمارهم بين 17 و 63 عامًا؛ وجميعهم من كينغستون وسانت أندرو – تبيّن أنهم مخالطين لحالات مؤكدة سابقًا. أبلغت وزارة الصحة عن شفاء وتخريج 12 مريضًا ليصل إجمالي حالات الشفاء إلى 90 حالة.
في 11 مايو، أكدت وزارة الصحة والعافية 3 حالات إضافية لتبلغ بذلك الحصيلة 505 حالات.
في 12 مايو، أكدت وزارة الصحة والعافية حالتين إضافيتين ليصل المجموع إلى 507 حالات. المريضان الجديدان هما امرأة تبلغ من العمر 57 عامًا، وذكر يبلغ من العمر 6 أعوام، وكلاهما من كينغستون وسانت أندرو. ذكرت وزارة الصحة شفاء وتخريج 10 مرضى ليصل إجمالي حالات الشفاء إلى 100 حالة.
في 13 مايو، أكدت وزارة الصحة والعافية حالتين إضافيتين لتبلغ بذلك الحصيلة 509 حالات. والمريضان الجديدان ذكران، أحدهما عمره 48 سنة من سانت كاثرين؛ والآخر عمره 74 سنة من كينغستون وسانت أندرو. وقد تبيّن أن أحدهما مخالط لحالة مؤكدة مرتبطة بالتجمع المرضي لمكان العمل في بورتمور وسانت كاثرين ويجري التحقيق بطريقة عدوى الشخص الآخر. أبلغت وزارة الصحة عن شفاء وتخريج 13 مريضًا ليصل إجمالي حالات الشفاء إلى 113 حالة.
في 14 مايو، لم تسجل وزارة الصحة والعافية أي حالات جديدة ــ مسجلةً بذلك «المرة الأولى منذ خمسين يومًا دون تسجيل أي ارتفاع بعدد الحالات في البلاد». بينما ذكرت وزارة الصحة شفاء وتخريج خمسة مرضى، وبذلك بلغ مجموع حالات الشفاء 118.
في 15 مايو، أكدت وزارة الصحة والعافية حالتين إضافيتين ليصل المجموع إلى 511 حالة. والمريضان الجديدان هما: امرأة تبلغ من العمر 20 عامًا من كينغستون وسانت أندرو تعمل في التجمع المرضي لمكان العمل في بورتمور؛ وأنثى تبلغ من العمر 45 عامًا من سانت كاثرين تبيّن أنها مخالطة لحالة مؤكدة. أبلغت وزارة الصحة عن شفاء وتخريج ثلاثة مرضى آخرين ليصل مجموع حالات الشفاء إلى 121.
في 16 مايو، أكدت وزارة الصحة والعافية 6 حالات إضافية لتبلغ بذلك الحصيلة 517 حالة. المرضى الستة الجدد، الذين تتراوح أعمارهم بين 3 سنوات و62 عامًا، من بينهم ذكران وأربعة إناث جميعهم من كينغستون وسانت أندرو، وتبيّن أنهم مخالطين لحالة مؤكدة.
في 17 مايو، أكدت وزارة الصحة والعافية 3 حالات إضافية لتبلغ بذلك الحصيلة 520 حالة. الحالات الثلاث الجديدة قادمة من الخارج - فوج من الجامايكيين الذين أعيدوا من الولايات المتحدة في 13 مايو. ثلاث نساء تتراوح أعمارهن بين 37 و 72 سنة؛ اثنتان من كينغستون وسانت أندرو، والأخرى من سانت توماس. أبلغت وزارة الصحة عن شفاء وتخريج ستة مرضى آخرين ليصل مجموع حالات الشفاء إلى 127.
في 18 مايو، أبلغت وزارة الصحة والعافية عن شفاء وتخريج أربعة مرضى آخرين ليصل إجمالي حالات الشفاء إلى 131 حالة.
في 19 مايو، أفادت وزارة الصحة والعافية شفاء وتخريج 14 مريضًا ليصل إجمالي حالات الشفاء إلى 145 حالة.
في 20 مايو، أكدت وزارة الصحة والعافية 9 حالات إضافية لتبلغ بذلك الحصيلة 529 حالة. ومن بين المرضى الجدد (جميعهم ذكور) ستة ممن أعيدوا حديثًا من المملكة المتحدة، واثنان مرتبطان بشكل مباشر وغير مباشر بالتجمع المرضي لمكان العمل في سانت كاثرين؛ وآخر مخالط لحالة مؤكدة. تتراوح أعمار المرضى بين 17 و53 عامًا وينحدرون من عناوين مختلفة في أبرشيات سانت كاثرين وسانت آن وبورتلاند وسانت ماري وكينغستون وسانت أندرو. أبلغت وزارة الصحة عن شفاء وتخريج 26 مريضًا ليصل مجموع حالات الشفاء إلى 171 حالة.
في 21 مايو، أكدت وزارة الصحة والعافية 5 حالات الإضافية لتبلغ بذلك الحصيلة 534 حالة. ومن بين المرضى الجدد، كان ثلاثة منهم من الذكور واثنان من الإناث؛ وهم ينحدرون من أبرشيات كينغستون وسانت أندرو وسانت ماري وبورتلاند. ومن بين المرضى الخمسة، أُعيد اثنين من المملكة المتحدة مؤخرًا، بينما يجري التحقيق بوسيلة عدوى المرضى الثلاثة الآخرين. أبلغت وزارة الصحة عن شفاء وتخريج 10 مرضى آخرين ليصل مجموع حالات الشفاء إلى 181.
في 22 مايو، أكدت وزارة الصحة والعافية 10 حالات إضافية لتبلغ بذلك الحصيلة 544 حالة. ومن بين المرضى الجدد: ثمّة خمسة من الذكور والنصف الآخر من الإناث؛ أعيد خمسة منهم مؤخرًا من المملكة المتحدة، بينما ينحدر الآخرون من أبرشيات كينغستون وسانت أندرو وسانت كاثرين. ومن بين الحالات المحلية الخمس، تبيّن أن ثلاث حالات مخالطة لحالات سبق تأكيدها، ويجري التحقيق بطريق عدوى الحالتين الأخريين. بالإضافة إلى ذلك، أبلغت وزارة الصحة عن شفاء وتخريج 10 مرضى آخرين ليصل إجمالي حالات الشفاء إلى 191.
في 23 مايو، أكدت وزارة الصحة والعافية 6 حالات إضافية لتبلغ بذلك الحصيلة 550 حالة. ومن بين المرضى الجدد: أعيد مؤخرًا خمسة من المملكة المتحدة وبلدان أخرى، وكانت الحالة السادسة قيد التقصي حاليًا؛ وينحدرون من مناطق في كينغستون وسانت أندرو وسانت كاثرين وسانت آن. أبلغت وزارة الصحة عن شفاء وتخريج 9 مرضى آخرين ليصل مجموع حالات الشفاء إلى 200 مريض.
وفي 24 مايو، أكدت وزارة الصحة والعافية حالتين إضافيتين ليصل المجموع إلى 552 حالة. ومن بين الحالات الجديدة، ثمة امرأة تبلغ من العمر 25 عامًا من كينغستون وسانت أندرو؛ والحالة الأخرى لذكر يبلغ من العمر 22 عامًا من أبرشية سانت آن. أبلغت وزارة الصحة عن شفاء وتخريج 11 مريضًا ليصل مجموع حالات الشفاء إلى 211 حالة.
في 25 مايو، أكدت وزارة الصحة والعافية 4 حالات إضافية لتبلغ بذلك الحصيلة 556 حالة. ومن بين الحالات الجديدة، أعيد مؤخرًا ثلاثة أشخاص إلى جامايكا بسفينة رحلات، بينما كانت الحالة الرابعة مخالطة لحالة مؤكدة. ينحدر المرضى -ذكران وأنثيان تتراوح أعمارهما بين 28 و55 عاما- من أبرشيات سانت آن وسانت كاثرين. أبلغت وزارة الصحة عن شفاء وتخريج 27 مريضًا -وهو أعلى معدل شفاء خلال يوم واحد حتى الآن- ليصل مجموع حالات الشفاء إلى 238 حالة.
في 26 مايو، أكدت وزارة الصحة والعافية 8 حالات إضافية لتبلغ بذلك الحصيلة 564 حالة. ومن بين الحالات الجديدة، ثمّة أنثى واحدة وما تبقى هم من الذكور؛ تتراوح أعمارهم بين 28 و62 عامًا. أبلغت وزارة الصحة عن شفاء وتخريج 29 مريضًا -وهو أعلى معدل شفاء خلال يوم واحد حتى الآن- ليصل مجموع حالات الشفاء إلى 267 حالة.
في 27 مايو، أكدت وزارة الصحة والعافية 5 حالات إضافية لتبلغ بذلك الحصيلة 569 حالة. ومن بين الحالات الجديدة، ثمّة ذكر واحد وما تبقى هنَّ من الإناث؛ وتتراوح أعمارهم بين 32 و46 عامًا. وحسب الوزارة، فإن المرضى الجدد كانوا من أبرشيات كينغستون وسانت أندرو وسانت كاثرين ومانشستر وسانت جيمس. أبلغت وزارة الصحة عن شفاء وتخريج 12 مريضًا ليصل مجموع حالات الشفاء إلى 279 حالة.
في 28 مايو، أبلغت وزارة الصحة والعافية عن شفاء وتخريج 5 مرضى آخرين ليصل مجموع حالات الشفاء إلى 284 حالة. ولم يتم تأكيد أي حالات جديدة خلال اليوم ذاته.
في 29 مايو، أكدت وزارة الصحة والعافية 6 حالات إضافية لتبلغ بذلك الحصيلة 575 حالة. جميع المرضى الجدد هم جامايكيون أُعيدوا مؤخرًا من الخارج. أبلغت وزارة الصحة عن شفاء وتخريج 5 مرضى آخرين ليصل إجمالي حالات الشفاء إلى 289. ومع هذه المستجدات، بلغ معدل الشفاء 50.3%.
في 30 مايو، أكدت وزارة الصحة والعافية أن 6 حالات إضافية لتبلغ بذلك الحصيلة 581 حالة. جميع المرضى الجدد -باستثناء حالة واحدة- هم جامايكيون أُعيدوا مؤخرًا من الخارج بموجب برنامج العودة الخاضعة للرقابة؛ وهم ينحدرون من مناطق في بورتلاند، وتريلاوني، وكينغستون، وسانت أندرو. أبلغت وزارة الصحة عن شفاء وتخريج مريض إضافي ليصل إجمالي شفاء المرضى إلى 290.
في 31 مايو، أكدت وزارة الصحة والعافية 5 حالات إضافية لتبلغ بذلك الحصيلة 586 حالة. جميع المرضى الجدد هم جامايكيون أُعيدوا مؤخرًا من الخارج بموجب برنامج العودة الخاضعة للرقابة. أبلغت وزارة الصحة عن شفاء وتخريج 21 مريضًا ليصل مجموع حالات الشفاء إلى 311 حالة.

### يونيو
في الأول من يونيو، أكدت وزارة الصحة والعافية في جامايكا (إم أو إتش دبليو) تسجيل حالتين إضافيتين، ما رفع حصيلة الإصابات إلى 588. أُعيد كلا المريضين الذكرين إلى موطنهما مؤخرًا ضمن برنامج إعادة الدخول المضبوط، وهما ينحدران من أبرشيتي ويستمورلاند وسانت آن. أبلغت وزارة الصحة أيضًا عن تعافي 11 مريضًا إضافيًا وخروجهم من الحجر، ما رفع إجمالي حالات التعافي إلى 322.
في الثاني من يونيو، أكدت وزارة الصحة والعافية تسجيل حالتين إضافيتين ليبلغ تعداد الإصابات الكلي 590، ويُرجح إصابة كلا المريضين (ذكر بعمر 69 سنة وأنثى بعمر 23 سنة) من فاشية حدثت في موقع عمل في أبرشية سانت كاثرين. أبلغت وزارة الصحة أيضًا عن تعافي 34 شخصًا وخروجهم من الحجر ليبلغ عدد حالات التعافي 356.
في الثالث من يونيو، أكدت وزارة الصحة والعافية تسجيل حالة إضافية ما رفع عدد حالات كوفيد-19 إلى 591، والمريضة أنثى بعمر 27 سنة، مقيمة في أبرشية سانت جاميس وعادت مؤخرًا إلى وطنها ضمن برنامج إعادة الدخول المضبوط. أبلغت الوزارة عن تماثل 5 مرضى إضافيين للشفاء ما رفع عدد حالات التعافي إلى 361، وسُجلت وفاة مرتبطة بداء كوفيد-19 ليرتفع عدد الوفيات إلى 10.
في الرابع من يونيو، أبلغت وزارة الصحة والعافية عن تعافي سبع حالات إضافية وخروجهم من مراكز الحجر ليبلغ عدد حالات التعافي 368. لم تُسجل حالات جديدة خلال هذا اليوم، وبقيت حصيلة الإصابات 591 حالةً من ضمنها حالتان حرجتان.
في الخامس من يونيو، أكّدت وزارة الصّحة والعافية تسجيل أربع حالات إضافية ليبلغ عدد الإصابات الكلي 595. جميع الحالات وافدة من الخارج، وتشمل ثلاثة ذكور وأنثى واحدة تتراوح أعمارهم بين 35 و46 سنة، وجميعهم من عمّال السفن السياحية الذين عادوا بموجب برنامج إعادة الدخول المضبوط. أبلغت وزارة الصّحة أيضًا عن شفاء 17 مريضًا وخروجهم من مراكز الحجر ليبلغ العدد الإجمالي لحالات التعافي 385.
في السّادس من يونيو، أكّدت وزارة الصّحة والعافية تسجيل حالة إضافية واحدة ما رفع العدد الإجمالي للإصابات إلى 596. تعود الحالة إلى مريض ذكر بعمر 41 عامًا يقيم في سانت كاثرين وكان مخالطًا لحالة مؤكدّة. أفادت وزارة الصّحة بشفاء 19 مريضًا وإخراجهم من الحجر ليصل عدد حالات الشفاء إلى 404.
في السّابع من يونيو، أكّدت وزارة الصّحة والعافية تسجيل حالتين إضافيتين ما رفع العدد الإجمالي للإصابات إلى 598، وأفادت الوزارة بشفاء مريض واحد ليصل إجمالي حالات الشفاء إلى 405.
في الثامن من يونيو، أكدّت وزارة الصّحة والعافية تسجيل حالة إضافية ليصل المجموع إلى 599.
في التاسع من يونيو، أكّدت وزارة الصّحة تسجيل 6 حالات إضافية ليصل المجموع الكلّي إلى 605. جميع الحالات الجديدة قادمة من خارج البلاد، ثلاث منها وصلت على متن رحلة جوية قادمة من الولايات المتحدة، وحالة واحدة من المملكة المتحدة، وحالتان على متن سفينة سياحيّة رست مؤخرًا في رصيف فالماوث. تترواح أعمار المرضى بين 24 و54 سنة (5 ذكور وأنثى واحدة)، وينحدرون من أبرشيات مانشستر وسانت إليزابيث وسانت جيمس وبورتلاند وسانت كاثرين.
في العاشر من يونيو، أبلغت وزارة الصّحة والعافية عن تعافي حالتين وإخراجهم من مركز الحجر ليبلغ عدد حالات التعافي 407، ولم تُسجّل حالات جديدة في هذا اليوم.
في الحادي عشر من يونيو، أكّدت وزارة الصّحة تسجيل 6 حالات إضافية ليصل إجمالي عدد الإصابات إلى 611. جميع الحالات الجديدة قادمة من الخارج، أربع منها وصلت على متن رحلة جوية من الولايات المتحدة، وحالتان من المملكة المتحدة. تتراوح أعمار المرضى بين 38 و63 عامًا (5 إناث وذكر واحد)، وينحدرون من أبرشيات سانت إليزابيث وسانت جيمس وبورتلاند وسانت كاثرين. أبلغت وزارة الصّحة عن شفاء مريض واحد ليصل إجمالي حالات الشفاء إلى 408.
في الثاني عشر من يونيو، أكّدت وزارة الصّحة والعافية تسجيل ثلاث إصابات إضافية ليصبح عدد الإصابات الكلّي 614. تعود جميع هذه الإصابات إلى وافدين من خارج البلاد، اثنتان منها من القادمين على متن رحلة جوية من كندا، والإصابة الأخيرة حالة خضعت للعودة قسرية من الولايات المتحدة. شمل المرضى ذكرين (أحدهما يبلغ من العمر 22 عامًا والأخر 53 عامًا) وأنثى واحدة (31 عامًا)، وينحدرون من أبرشيات كينغستون وسانت أندرو وسانت كاثرين وسانت ماري. أبلغت وزارة الصّحة عن تعافي تسعة مرضى ليصل مجموع حالات التعافي إلى 417.
في الثالث عشر من يونيو، سجّلت وزارة الصّحة والعافية حالةً إضافيةً ليصل المجموع إلى 615، وأفادت الوزارة بشفاء ثلاثة مرضى وإخراجهم من مراكز الحجر ليصل عدد حالات الشفاء إلى 420.
في الرابع عشر من يونيو، أكّدت وزارة الصّحة والعافية تسجيل حالتين إضافيتين ليصبح عدد الحالات الكلّي 617، والحالتان من خارج البلاد قادمتان من فلوريدا في الولايات المتحدة، وتعودان لذكر (35 عامًا) وأنثى (61 عامًا)، ينحدران من سانت جيمس وكينغستون وسانت أندرو على التوالي. فيما لم تُسجّل حالات شفاء في هذا اليوم.
في الخامس عشر من يونيو، أكّدت وزارة الصّحة والعافية تسجيل أربع إصابات ليصبح عدد الإصابات الكلّي 621. جميع المصابين قدموا من خارج البلاد عبر رحلات جوية مختلفة من الولايات المتحدة. يشمل المرضى رجلين (بعمر 30 سنة و47 سنة) وامرأتين (بعمر 16 سنة و47 سنة) ينحدرون من أبرشيات مانشستر ووستمورلاند وهانوفر وسانت آن، كما أبلغت وزارة الصّحة عن تعافي 10 مرضى وخروجهم من مراكزالحجر ليصل إجمالي حالات التعافي إلى 430.
في السّادس عشر من يونيو، أبلغت وزارة الصّحة والعافية عن تعافي 19 مريضًا وخروجهم من الحجر ليصل إجمالي حالات التعافي إلى 449، فيما لم تُسجّل أي حالات جديدة في هذا اليوم. مع هذا التحديث بلغ معدل الشفاء 72.3%.
في السّابع عشر من يونيو، أكّدت وزارة الصّحة والعافية تسجيل خمس إصابات إضافية ليصبح إجمالي عدد الإصابات 626. جميع المصابين وافدون من خارج البلاد عبر رحلات جوية مختلفة من الولايات المتحدة، وهم ثلاث إناث (أعمارهنّ 21 عامًا و37 عامًا و56 عامًا) وذكران (37 عامًا و56 عامًا)، ينحدرون من أبرشيات كينغستون وسانت أندرو وسانت كاترين وكلارندون وويستمورلاند. أفادت وزارة الصّحة بشفاء إصابتين ليصل عدد حالات الشفاء إلى 451.
في الثّامن عشرمن يونيو، أكّدت وزارة الصّحة والعافية تسجيل 12 حالة إضافيّة ليصل مجموع الإصابات إلى 638. من بين الحالات الجديدة يوجد 9 حالات وافدة (من كندا والولايات المتحدة) والحالات الثلاث الباقية كانت على اختلاط مع الإصابات القادمة من الخارج. شمل المرضى 8 إناث و4 ذكور تتراوح أعمارهم بين 4 سنوات و65 سنة، وينحدرون من أبرشيات سانت جيمس وسانت آن وكينغستون وسانت أندرو وكلارندون ومانشستر وويستمورلاند. أبلغت وزارة الصّحة أيضًا عن شفاء 7 مرضى ليصل إجمالي حالات الشفاء إلى 458 حالة.
في التّاسع عشر من يونيو، أكّدت وزارة الصّحة تسجيل 14 حالةً جديدةً لتصل حصيلة الإصابات إلى 652. جميع الحالات الجديدة قادمة من الخارج على متن رحلات جوية من الولايات المتحدة. تضمن المرضى 10 إناث و4 ذكور تتراوح أعمارهم بين 20 و72 عامًا. من بين هذه الإصابات الأربع عشرة، ستة منهم من غير المقيمين الذين يقطنون في أبرشيات سانت جيمس وويستمورلاند، والآخرون (مواطنو جامايكا) ينحدرون من أبرشيات كينغستون وسانت أندرو وسانت كاثرين وكلارندون ومانشستر وسانت ماري. لم تُسجّل أي حالات شفاء في هذا اليوم.
في العشرين من يونيو، سجّلت وزارة الصّحة والعافية (إم أو إتش دبليو) 5 حالات إضافية ليصل المجموع إلى 657، وجميع الإصابات من القادمين من خارج البلاد (من كندا والولايات المتحدة). تضمن المرضى 4 ذكور وأنثى واحدةً تتراوح اعمارهم بين 12 و47 سنة. يقطن المصابون في أبرشيات كينغستون وسانت أندرو وسانت جيمس وسانت آن، وأُجريت عمليات تقصٍّ عنهم لتحديد وضع إقامتهم. كما أبلغت وزارة الصّحة عن شفاء 4 مرضى وخروجهم من الحجر ليصل إجمالي حالات الشفاء إلى 462.
في الحادي والعشرين من يونيو، أكّدت وزارة الصّحة والعافية تسجيل حالتين إضافيتين ليصل عدد الحالات إلى 659، والحالتان وافدتان من خارج البلاد على متن رحلة جوية من دالاس، تكساس. ينحدر المريضان من أبرشيتي كلارندون وتريلاوني. أبلغت وزارة الصّحة عن تعافي 54 مريضًا، وهو أعلى معدل شفاء يومي حتى تاريخه، لتصل حصيلة حالات الشفاء إلى 516.
في الثّاني والعشرين من يونيو، أكّدت وزارة الصّحة والعافية تسجيل 6 إصابات جديدة ليصل العدد الإجمالي إلى 665. جميع الحالات الجديدة من سكان جامايكا، 4 منهم من الوافدين وحالتان من مخالطيهم. تضمن المرضى 4 ذكور واثنتين من الإناث تتراوح أعمارهم بين 24 و52 عامًا، وينحدرون من أبرشيتي سانت جيمس وسانت آن، فيما لم تُسجّل حالات شفاء في هذا اليوم.
في الثالث والعشرين من يونيو، سجّلت وزارة الصّحة 5 حالات إضافية ليصل مجموع الحالات إلى 670. قدمت الحالات الجديدة من خارج البلاد عبر رحلات جوية من الولايات المتحدة، وشمل المرضى ذكرين وثلاث إناث تتراوح أعمارهم بين 15 و61 عامًا، وينحدرون من أبرشيات كينغستون وسانت أندرو وسانت كاثرين. أبلغت وزارة الصّحة عن شفاء حالتين وإخراجهم من الحجر ليصل العدد الإجمالي لحالات الشفاء إلى 518.
في الرابع والعشرين من يونيو، أكّدت وزارة الصّحة تسجيل 8 حالات إضافية ليصل العدد الإجمالي إلى 678. شملت الحالات الجديدة ثلاثة وافدين (اثنان من الولايات المتحدة وواحد من كندا) والحالات الخمس الباقية مخالطة لوافدين آخرين من الولايات المتحدة، والمرضى هم سبعة ذكور وأنثى واحدة تتراوح أعمارهم من 10 إلى 51 عامًا، وينحدرون من أبرشيات كينغستون وسانت أندرو وسانت إليزابيث وسانت جيمس. أبلغت وزارة الصّحة عن شفاء 3 مرضى وإخراجهم من الحجر ليصل العدد الكلّي لحالات الشفاء إلى 521.
في الخامس والعشرين من يونيو، أكّدت وزارة الصّحة والعافية تسجيل 6 حالات إضافية ليصل العدد الإجمالي إلى 684. من بين الحالات الجديدة هناك أربع حالات من الوافدين وإصابتان من مخالطي الحالات المسجّلة سابقًا، ويشمل المرضى اثنتين من الإناث و4 ذكور تتراوح أعمارهم بين 6 و35 سنة. ينحدر المصابون من أبرشيات ويستمورلاند وهانوفر وسانت جيمس وتريلاوني وكينغستون وسانت أندرو. أبلغت وزارة الصّحة عن تعافي خمس حالات لتصل حصيلة التعافي إلى 526.
في السّادس والعشرين من يونيو، أكّدت وزارة الصّحة والعافية تسجيل إصابتين إضافيتين ليصل العدد الإجمالي إلى 686 إصابة. من بين الإصابات الجديدة واحدة من الوافدين والأخرى من مخالطي الوافدين السابقين، والحالتان هما امرأتان تبلغان 29 و87 سنة، وتنحدران من أبرشيتي كينغستون وسانت أندرو. أبلغت وزارة الصّحة عن شفاء 13 مريضًا لتبلغ حصيلة التعافي 539 حالة.
في السّابع والعشرين من يونيو، سجّلت وزارة الصّحة والعافية 4 حالات جديدة ليصل المجموع إلى 690 حالة. تعود الحالات جميعها إلى وافدين على متن رحلات جوية من الولايات المتحدة، من بينهم ثلاثة من غير المقيمين غادروا الجزيرة. يتضمن المرضى الجدد اثنتين من الإناث واثنين من الذكور تتراوح أعمارهم بين 24 و38 عامًا. بدأت وزارة الصحة بتتبع المخالطين في أبرشيات سانت آن وسانت كاثرين وسانت جيمس التي استضافت غير المقيمين؛ بينما ينحدر المواطن الجامايكي من سانت آن. أبلغت وزارة الصحة أيضًا عن تعافي 13 مريضًا إضافيًا ليصل إجمالي حالات التعافي إلى 552. مع هذه المعطيات الجديدة، ارتفع معدل الشفاء إلى 80%.
في الثامن والعشرين من يونيو، أكدت وزارة الصحة والعافية وجود 6 حالات إضافية ما رفع حصيلة الإصابات إلى 696، ومن بين الحالات الجديدة 5 وافدين قدموا على متن رحلات جوية من الولايات المتحدة؛ والمريض الأخير مخالط لحالة وافدة. تضمن المرضى الجدد ثلاث إناث وثلاثة ذكور تتراوح أعمارهم بين 22 و71 عامًا. يعيش اثنان من المرضى الأجانب في أبرشيتي ويستمورلاند وهانوفر؛ بينما ينحدر مواطنو جمايكا الأربعة من مانشستر وويستمورلاند وسانت جيمس. لم يُبلّغ عن أي حالة شفاء في هذا اليوم.
في التّاسع والعشرين من يونيو، سجّلت وزارة الصّحة والعافية إصابتين ليصل المجموع إلى 698. تعود جميع الإصابات الجديدة إلى وافدين وصلوا مؤخرًا على متن رحلات جوية من الولايات المتحدة. يشمل المرضى الجدد ذكرًا يبلغ من العمر 31 عامًا وأنثى عمرها 48 عامًا يقيمان في سانت جيمس وكينغستون وسانت أندرو على التوالي، وكلاهما من مواطني جامايكا. أبلغت وزارة الصّحة أيضًا عن شفاء مريض إضافي ومغادرته مركز الحجر ليصل عدد حالات الشفاء إلى 553، فضلًا عن إعادة 7 مرضى إلى أوطانهم.
في الثلاثين من يونيو، أكّدت وزارة الصّحة تسجيل أربع حالات إضافية ليصل المجموع إلى 702، والحالات الجديدة من الوافدين الذين وصلوا مؤخرًا على متن الرحلات الجوية من الولايات المتحدة. يشمل المرضى اثنين من الذكور واثنتين من الإناث تتراوح أعمارهم بين 25 و43 سنة. لم تُسجّل حالات شفاء في هذا اليوم.

### يوليو
في 1 يوليو، أكدت وزارة الصحة والعافية 5 حالات إضافية ليصل المجموع إلى
707 حالات. كانت الحالات الجديدة قادمة من الخارج، بعد وصولها مؤخرًا على رحلات جوية من الولايات المتحدة. شمل المرضى الجدد أربعة ذكور وإناث تتراوح أعمارهم بين 31 و56 سنة. مريضان منهم كانا من غير المواطنين، ويقيمان في أبرشية سانت جيمس، في حين أن الجامايكيين الثلاثة ينحدرون من أبرشيات كينغستون وسانت أندرو وسانت كاترين. أفادت وزارة الصحة أيضًا عن شفاء وتخريج مريضين إضافيين ليصل إجمالي حالات الشفاء إلى 555.
في 2 يوليو، أكدت وزارة الصحة والعافية 8 حالات إضافية ليصل المجموع إلى 715. وصلت جميع الحالات الجديدة على متن رحلات جوية من الولايات المتحدة مؤخرًا. شمل المرضى الجدد أربعة ذكور وأربع إناث تتراوح أعمارهم بين 21 و60 سنة. مريضان من غير المواطنين يقيمان في أبرشية سانت آن، في حين أن الست جامايكيين ينحدرون من أبرشيات كينغستون وسانت أندرو وسانت كاترين وسانت آن. أفادت وزارة الصحة أيضًا عن شفاء وتخريج 5 مرضى إضافيين ليصل إجمالي الشفاء إلى 565.
في 3 يوليو، أكدت وزارة الصحة والعافية 6 حالات إضافية ليصل المجموع إلى 721. وصلت جميع الحالات الجديدة مؤخرًا على متن رحلات جوية من الولايات المتحدة. شمل المرضى الجدد أربعة ذكور وإناث تتراوح أعمارهم بين 31 و56 سنة. وكان خمسة مرضى من غير المواطنين يقيمون في أبرشيات ويستمورلاند وسانت جيمس وكينغستون وسانت أندرو، بينما الجامايكيون من أبرشية كينغستون وسانت أندرو. أفادت وزارة الصحة أيضًا عن شفاء وتخريج 5 مرضى إضافيين ليصل إجمالي الشفاء إلى 565.
في 4 يوليو، أكدت وزارة الصحة والعافية 7 حالات إضافية ليصل المجموع إلى 728. وصلت جميع الحلات الجديدة مؤخرًا على متن رحلات جوية من الولايات المتحدة. شمل المرضى الجدد ثلاثة ذكور وأربع إناث تتراوح أعمارهم بين 12 و62 سنة. وهم ينحدرون من أبرشيات كينغستون وسانت أندرو وسانت كاترين وسانت إليزابيث وسانت جيمس. وأبلغت وزارة الصحة عن شفاء وتخريج 4 مرضى إضافيين ليصل إجمالي حالات الشفاء إلى 569.
في 5 يوليو، أكدت وزارة الصحة والعافية 4 حالات إضافية ليصل المجموع إلى 732. وصلت 3 حالات جديدة منها مؤخرًا على متن رحلات جوية من الولايات المتحدة. والحالة الرابعة كانت على اتصال مع أحد الحالات القادمة من الخارج. شمل المرضى الجدد ذكرًا واحدًا وثلاث إناث تتراوح أعمارهم بين 10 و59 عامًا، وهم ينحدرون من أبرشيات كينغستون وسانت أندرو، وستمورلاند وسانت جيمس. أفادت وزارة الصحة أيضًا عن شفاء وتخريج 15 مريضًا إضافيًا ليصل إجمالي حالات الشفاء إلى 584.
في 6 يوليو، أكدت وزارة الصحة والعافية 5 حالات إضافية ليصل المجموع إلى 737. وصلت جميع الحالات الإضافية مؤخرًا على متن رحلات جوية من الولايات المتحدة وجمهورية الدومينيكان. شمل المرضى الجدد ثلاثة ذكور واثنتين من الإناث تتراوح أعمارهم بين 17 و65 سنة. وهم ينحدرون من أبرشيات كينغستون وسانت أندرو ومانشستر. يقيم مريضان (من غير المواطنين) في سانت جيمس. أفادت وزارة الصحة أيضًا عن شفاء وتخريج 7 مرضى إضافيين ليصل إجمالي حالات الشفاء إلى 591.
في 7 يوليو، أكدت وزارة الصحة والعافية وحود 8 حالات إضافية ليصل المجموع إلى 745. وصلت 6 حالات جديدة مؤخرًا على متن رحلات جوية من الولايات المتحدة. والحالتان الأخرتان كانتا على اتصال مع أحد الحالات الواردة من الخارج. شمل المرضى الجدد خمسة ذكور وثلاث إناث تتراوح أعمارهم بين 20 و52 سنة. وهم ينحدرون من أبرشيات سانت كاترين، وستمورلاند، وسانت جيمس، وسانت آن. وأفادت وزارة الصحة عن شفاء وتخريج 8 مرضى إضافيين، ليصل إجمالي حالات الشفاء إلى 599 حالة، وإعادة 8 مرضى آخرين إلى وطنهم يجعل هذا العدد يصل إلى 15.
وفي 8 يوليو، أكدت وزارة الصحة والعافية 6 حالات إضافية ليصل المجموع إلى 751. وصلت جميع الحالات الجديدة مؤخرًا على متن رحلات جوية من الولايات المتحدة وكندا. شمل المرضى الجدد رجلين وأربع إناث تتراوح أعمارهم بين 19 و48 سنة. وهم ينحدرون من أبرشيات سانت كاترين وسانت إليزابيث وهانوفر وسانت جيمس وسانت آن. لم يُبلغ عن وصول أي حالات شفاء جديدة في نفس فترة الـ 24 ساعة.
في 9 يوليو، أكدت وزارة الصحة والعافية حالتان إضافيتان ليصل العدد الإجمالي إلى 753 حالة. وصلت هاتان الحالتان الجديدتان مؤخرًا على متن رحلات جوية من الولايات المتحدة وكندا. شملت الحالتان الجديدتان رجلًا وامرأة تتراوح أعمارهم بين 19 و48 عامًا. كانت المريضة تقيم في سانت آن ولكنها أعيدت إلى وطنها منذ ذلك الحين، وكان المريض الذكر مواطن جامايكي ينحدر من أبرشية سانت جيمس. أُبلغ عن 4 حالات شفاء في نفس فترة الـ 24 ساعة، ليصل إجمالي حالات التعافي إلى 603.
في 10 يوليو، أفادت وزارة الصحة والعافية عن شفاء وتخريج مرضين ليصل إجمالي حالات الشفاء إلى 605.
في 11 يوليو، أكدت وزارة الصحة والعافية 5 حالات إضافية ليصل المجموع إلى 758. وصلت جميع الحالات الجديدة مؤخرًا على رحلات جوية من الولايات المتحدة. شمل المرضى الجدد ثلاثة ذكور واثنتان من الإناث تتراوح أعمارهم بين 22 و45 عامًا، وينحدرون من أبرشيات كينغستون وسانت أندرو وسانت كاترين وسانت إليزابيث وسانت جيمس. أُبلغ عن 10 حالات شفاء في نفس فترة الـ 24 ساعة، ليصل إجمالي حالات التعافي إلى 615.
بين 12 و18 يوليو، أكدت وزارة الصحة والعافية حالة إضافية ليصل المجموع إلى 759. والمريضة الجديدة هي امرأة تبلغ من العمر 69 عامًا من كينغستون وسانت أندرو، وعادت مؤخرًا إلى الجزيرة من الولايات المتحدة. خلال فترة الـ 48 ساعة هذه، أفادت وزارة الصحة أيضًا عن شفاء وتخريج 13 مريضًا ليصل إجمالي حالات الشفاء إلى 628.
في 14 يوليو، أكدت وزارة الصحة والعافية 3 حالات إضافية ليصل المجموع إلى 762. وصلت جميع الحالات الجديدة مؤخرًا على متن رحلات جوية من الولايات المتحدة. واثنان منهم من الرعايا الأجانب. ومن بين المرضى الجدد ذكر واحد وإثنتان من الإناث تتراوح أعمارهم بين 27 و55 سنة. يقيم المريض الجامايكي في أبرشية تريلاوني بينما الرعايا الأجانب العائدون إلى وطنهم يقيمون في أبرشيات كينغستون وسانت أندرو وسانت جيمس. وأفادت وزارة الصحة عن شفاء وتخريج 15 مريضًا إضافيًا خلال نفس فترة الـ 24 ساعة، وبذلك يصل إجمالي حالات الشفاء إلى 643. وقد بلغ عدد المرضى العائدين إلى وطنهم عندها 23 مريضًا.
في 15 يوليو، أكدت وزارة الصحة والعافية حالة إضافية ليصل المجموع إلى 763. وصلت الحالة الجديدة من الولايات المتحدة. وهو رضيع يبلغ من العمر 8 أشهرًا يقيم في أبرشية سانت كاترين. وأبلغت وزارة الصحة عن شفاء وتخريج 4 مرضى آخرين خلال نفس فترة الـ 24 ساعة، ليصل إجمالي حالات الشفاء إلى 647. وبلغ عدد المرضى العائدين إلى وطنهم عندها 23 مريضًا.
في 16 يوليو، أكدت وزارة الصحة والعافية حالتين إضافية ليصل المجموع إلى 765. وصلت جميع الحالات الجديدة على متن رحلات جوية من الولايات المتحدة. وشملت مواطنًا أجنبيًا أعيد إلى وطنه منذ ذلك الحين. شمل المرضى الجدد رجلين عمرهما 24 و40 سنة. وكلاهما كانا مقيمين في أبرشية سانت جيمس. وأفادت وزارة الصحة عن شفاء وتخريج 28 مريضًا إضافيًا خلال نفس فترة الـ 24 ساعة، وبذلك يصل إجمالي حالات الشفاء إلى 675. وارتفع عدد المرضى العائدين إلى وطنهم إلى 24 مريضًا.
في 17 يوليو، أكدت وزارة الصحة والعافية وجود 3 حالات إضافية ليصل العدد الإجمالي إلى 768. اثنان من المرضى قادمان من الخارج، والثالث لم يُعرَف بعد والتحقيقات جارية لمعرفة ذلك. من بين المرضى الجدد ذكر واحد واثنتان من الإناث بين 35 و47 سنة. وقيل أن المرضى مقيمون في أبرشية سانت كاترين وسانت آن. وأبلغت وزارة الصحة عن شفاء وتخريج 3 مرضى آخرين خلال نفس فترة الـ 24 ساعة، ليصل إجمالي حالات الشفاء إلى 678.
في 18  يوليو، أكدت وزارة الصحة والعافية 6 حالات إضافية ليصل العدد الإجمالي إلى 774. 4 مرضى من الحالات الجديدة كانوا قادمين من الخارج من الولايات المتحدة وعبر سفينة سياحية، ويخضع الاثنان الآخران للتحقيق. تتراوح أعمار المرضى بين 3 حتى 55 سنة. يقيمون في أبرشيات كينغستون وسانت أندرو وكلارندون وويستمورلاند وسانت جيمس وتريلاوني. أُبلغ عن حالة شفاء واحدة واحد خلال نفس فترة الـ 24 ساعة ليصل إجمالي حالات التعافي إلى 679.
في 19 يوليو، أكدت وزارة الصحة والعافية وجود 16 حالة إضافية ليصل المجموع إلى 790، وهي أكبر زيادة يومية منذ أوائل شهر مايو. ومن بين الحالات الجديدة، كانت 14 حالة قادمة من الخارج عبر الرحلات الجوية من الولايات المتحدة، ويخضع مصدر الحالتين الأخرتين للتحقيق. تتراوح أعمار المرضى _عشرة إناث وستة ذكور- بين 2 و56 سنة، وويقيمون في أبرشيات كينغستون وسانت أندرو وسانت كاترين وكلارندون ومانشستر ووستمورلاند وسانت جيمس وسانت آن وبورتلاند. وأفادت وزارة الصحة عن شفاء وتخريج 14 حالة ليصل إجمالي حالات الشفاء إلى 693 حالة. وحتى هذا التحديث، كان قد أُعيد 29 مريضًا إلى وطنهم -بما في ذلك اثنان أُكّدت إصابتهما خلال نفس فترة الـ 24 ساعة.
في 20 يوليو، أكدت وزارة الصحة والعافية 19 حالة إضافية ليصل المجموع إلى 809، متجاوزة أعلى مستوى قياسي كان قد سُجّل في اليوم السابق. ومن بين الحالات الجديدة، كانت 13 حالة من الخارج وصلت عبر الرحلات الجوية من الولايات المتحدة، وكانت 5 حالات أخرى نتيجة الاتصال مع حالات إصابة مؤكّدة، وحالة أخرى تخضع لمزيد من التحقيق. تتراوح أعمار المرضى -أحد عشر أنثى وثمانية ذكور- بين 3 و70 سنة، ويقيمون في أبرشيات كينغستون وسانت أندرو وسانت كاترين وكلارندون وسانت إليزابيث وسانت جيمس وسانت آن وسانت ماري. أفادت وزارة الصحة أيضًا عن شفاء وتخريج 13 مريضًا ليصل إجمالي الشفاء إلى 706 شخصًا. حتى هذا التحديث، كان قد أُعيد 30 مريضًا إلى وطنهم.
في 21 يوليو، أكدت وزارة الصحة والعافية حالة إضافية ليصل المجموع إلى 810. وصلت الحالة الجديدة من الولايات المتحدة، وتبلغ من العمر 20 عامًا، وهي مواطنة مزدوجة الجنسية، وتعيش في أبرشية سانت كاترين. وأفادت وزارة الصحة عن شفاء وتخريج 3 مرضى آخرين خلال نفس فترة الـ 24 ساعة، ليصل إجمالي حالات الشفاء إلى 709. وبلغ عدد المرضى الذين أعيدوا إلى وطنهم حتى هذا التحديث 31 مريضًا.
وفي 22 يوليو، أكدت وزارة الصحة والعافية 6 حالات إضافية ليصل المجموع إلى 816 حالة. ومن بين الحالات الجديدة، وصلت خمس حالات على الرحلات الجوية من الولايات المتحدة. والأخرى تعتبر متعلقة بالحالات التي وصلت من الخارج. شمل المرضى خمس إناث ورجل تراوحت أعمارهم بين 18 و60 سنة. ثلاثة مواطنين جامايكيين يقيمون في أبرشيات كينغستون وسانت أندرو وكلارندون ومانشستر. بينما الرعايا الأجانب يقيمون في أبرشيات كينغستون وسانت أندرو وسانت جيمس وسانت آن. في نفس فترة الـ 24 ساعة، أُبلغ عن حالة شفاء واحدة ليصل إجمالي حالات التعافي إلى 710 وإجمالي المُعادين إلى وطنهم 32 مريضًا.
في 23 يوليو، أكدت وزارة الصحة والعافية 5 حالات إضافية ليصل المجموع إلى 821. من الحالات الجديدة، وصلت أربع حالات على متن الرحلات الجوية من الولايات المتحدة. والآخر قيد التحقيق. يتألف المرضى من اثنتين من الإناث وثلاثة ذكور تتراوح أعمارهم بين 25 و63 سنة. اثنان من الرعايا الجامايكيين يقيمان في أبرشيات سانت إليزابيث وسانت ماري، بينما الرعايا الأجانب الثلاثة يقيمون في أبرشية سانت جيمس وسانت آن. في نفس فترة الـ 24 ساعة، أُبلغ عن حالة شفاء واحدة ليصل إجمالي حالات التعافي إلى 711 حالة، وبلغ عدد المُعادين إلى وطنهم 36 مريضًا.
في 24 يوليو، أكدت وزارة الصحة والعافية 10 حالات إضافية ليصل المجموع إلى 831. وصلت جميع الحالات الجديدة مع وصول تسع رحلات جوية من الولايات المتحدة ورحلة واحدة على متن سفينة سياحية. تتراوح أعمار المرضى -ست إناث وأربعة ذكور- بين 16 و63 عامًا، يقيمون في أبرشيات كينغستون وسانت أندرو وكلارندون ووستمورلاند وهانوفر وسانت جيمس وسانت آن. وفي نفس فترة الـ 24 ساعة، لم يُبلغ عن أي حالات شفاء، وبلغ إجمالي العائدين إلى وطنهم 39 حالات.
وفي 25 يوليو، أكدت وزارة الصحة والعافية 6 حالات إضافية ليصل العدد الإجمالي إلى 837 حالة. ومن بين الحالات الجديدة وصلت خمس حالات من الخارج، بينما الحالة السادسة قيد التحقيق. تتراوح أعمار المرضى -ثلاث إناث وثلاثة ذكور- بين 23 و56 عامًا، ويقيمون في أبرشيات كينغستون وسانت أندرو وسانت كاترين وسانت آن. في نفس فترة الـ 24 ساعة، لم يُبلَغ عن أي حالات شفاء، وبلغ إجمالي العائدين إلى وطنهم 41 مريضًا.

## الاستجابة الحكومية

### يناير وفبراير 2020
أعلنت الحكومة قيود السفر بين الصين وجامايكا. جميع الأشخاص الذين يدخلون جامايكا من الصين سيخضعون للحجر الصحي الفوري لمدة 14 يومًا على الأقل، وأي شخص يُسمح له بالهبوط ويظهر أعراض الفيروس سيخضع للعزل الصحي الفوري أيضًا. تماشيًا مع السياسة الجديدة، مُنع دخول 19 مواطنًا صينيًا إلى مطار نورمان مانلي الدولي مساء 31 يناير، ووُضعوا في الحجر الصحي، ورُحلوا في رحلة جوية إلى الصين في 1 فبراير.

### مارس 2020
في 12 مارس أمر رئيس الوزراء أندرو هولنيس بإغلاق جميع المدارس الابتدائية والثانوية لمدة 14 يومًا.
في 13 مارس، أعلن رئيس الوزراء عن استدعاء القوات الخاصة للحد من أي انتشار إضافي لفيروس كوفيد-19. إذ صرّح أن البلاد تسعى لتجنيد 100 ممرض وممرضة من كوبا وتوظيف المهنيين الطبيين المتقاعدين للمساعدة.
في 17 مارس، أصدرت حكومة جامايكا توجيهات العمل من المنزل إلى العمال غير الأساسيين في جامايكا.
في 19 مارس، وضعت حكومة جامايكا مجتمع كورن بيس في منطقة هايز، كلارندون، تحت الحجر الصحي. إذ ينتمي إلى المجتمع المريض الذي توفي بسبب المرض في 18 مارس.
في 20 مارس، أعلنت حكومة جامايكا عن إغلاق جميع الموانئ والمطارات ووقف الحركة لمدة 14 يوم بدءًا من 21 مارس. أعلنت وزارة الصحة أنها ستقوم بإعداد طلاب الطب والمهنيين الطبيين المتقاعدين «لدعم الأنشطة السريرية والمراقبة».
في 23 مارس، فرضت حكومة جامايكا أمرًا بالتزام المنزل على جميع المواطنين والمقيمين الجامايكيين الذين يبلغون من العمر 75 سنة وما فوق لمدة 14 يوما؛ الأمر ساري المفعول بدءَا من 25 مارس. أعلن رئيس الوزراء أندرو هولنيس أيضًا أنه يجب على جميع العاملين في القطاع العام الذين يبلغون من العمر 65 عامًا أو أكثر العمل من المنزل، وسيُمدد إغلاق المدارس حتى نهاية عيد الفصح (8 أبريل)، وأن جميع الأشخاص الذين دخلوا البلاد في 18 مارس سيُمدد حجرهم الصبح 14 يوم إضافية.
في 25 مارس، أعلن وزير المالية والخدمة العامة نايجل كلارك في البرلمان عن تأسيس برنامج بقيمة مليارات الدولارات لتخصيص الموارد للموظفين خلال أزمة كوفيد-19، إذ يهدف إلى تقديم المساعدة المالية للعمال والأعمال المتضررة من الوباء. البرنامج قيد التفعيل ابتداءً من 9 أبريل.
في 30 مارس، أعلنت حكومة جامايكا عن حظر تجول على جميع الجزر يبدأ في 1 أبريل لمكافحة ما اعتقدت أنه «زيادة في الحركة خلال عطلة نهاية الأسبوع». من المفترض أن ينتهي حظر التجوال الذي يمتد بين الساعة 8 مساءً والساعة 6 صباحًا كل يوم في 8 أبريل.

### أبريل 2020
في 3 أبريل، أكد رئيس الوزراء أندرو هولنيس أنه من بين 7000 فرد وصلوا إلى جامايكا في الفترة ما بين 18-24 مارس، فشل 4500 في إبلاغ وزارة الصحة والعافية وفقًا لما يقتضيه قانون الحد من مخاطر الكوارث برغم كل الالتماس السابق. وردًا على فشلهم في الإبلاغ وفقًا بما يقتضيه القانون، فقد أمرت وكالة الهجرة والمواطنة بعدم السماح للأفراد المذكورين بمغادرة البلاد. الأفراد الذين فشلوا في إبلاغ وزارة الصحة، حال العثور عليهم، سيواجهون غرامة تصل إلى مليون دولار و/أو السجن، وقد يضطرون إلى دخول مرافق الحجر الصحي التي تديرها الحكومة عند العثور عليهم. وفي اليوم نفسه، أعلن وزير الصحة كريستوفر توفتون في البرلمان أنه يمكن في نهاية المطاف تسمية هؤلاء الأفراد في الصحافة.
في 3 أبريل، أعلن رئيس الوزراء أندرو هولنيس أيضًا أنه من المفترض أن تحصل البلاد على 25 جهاز تنفس اصطناعي إضافي بحلول 1 مايو، مما يزيد عدد الأجهزة المتوفرة في البلاد إلى 105. وأشارت رئيسة الوزراء ووزيرة الشؤون الخارجية كامينا جونسون سميث إلى أن البلاد ستتلقى المزيد من أجهزة التنفس الاصطناعي وأقنعة إن 95 ومعدات طبية أخرى ودعم غير طبي من خلال التبرعات من الشركاء الدوليين - بما في ذلك الاتحاد الأوروبي وكوريا الجنوبية وجمهورية الصين الشعبية والوكالة الدولية للطاقة الذرية. وأضافت الوزيرة جونسون سميث أن الولايات المتحدة قد تبرعت بمبلغ 700.000 دولار أمريكي (95 مليون دولار جامايكي) والتي سوف تُستثمر في الاستجابة الوطنية لجائحة كوفيد-19، سوف تُخصص الأموال من قبل لجنة تنسيق الدعم الخارجي المُشكلة حديثًا.
أعلنت وزيرة الثقافة والرياضة والترفيه والشؤون الجنسانية أوليفيا بابسي غرانج أنه سيُنشأ تيليثون في 12 أبريل بهدف جمع 10 ملايين دولار أمريكي لتمويل استجابة الحكومة لكوفيد-19. في التقارير اللاحقة، كشفت المزيد عن التفاصيل وتشكيلة العرض.
في 6 أبريل، أصدرت كبيرة الأطباء الدكتورة جاكلين بيساسور ماكينزي مبادئ توجيهية بشأن استخدام الأقنعة بعد إعلانات مماثلة من مراكز السيطرة على الأمراض والوقاية منها بالولايات المتحدة ومنظمة الصحة العالمية.
في 7 أبريل، أعلن وزير الصحة كريستوفر توفتون أنه من بين 7000 شخص وصلوا إلى جامايكا في الفترة ما بين 18-24 مارس، أبلغ 4500 منهم وزارة الصحة وذلك من أصل 5400 ممن لا يزالون في الجزيرة. في نفس المؤتمر الصحفي، أعلن الوزير توفتون عن عدة شراكات بين القطاعين العام والخاص تهدف إلى «رعاية الأشخاص الذين يعانون من إمراضيات مرافقة، بما في ذلك مرض السكري وارتفاع ضغط الدم المزمن، والمستفادين من نظام الصحة العامة»، مما يعني الاستعانة بمصادر خارجية لمساعدة المرضى المُراقبين وكذلك الاستعانة بموارد مستشفيات الجزيرة. أعلن الوزير توفتون عن تفويض من مجلس الوزراء لاستخدام الساحة الوطنية كمستشفى ميداني، الترحيب بـ 80 من طلاب الطب من جامعة وست إنديز للمساعدة في تشغيل مركز الاتصال التابع لوزارة الصحة. وتبرعت الجمعية الطبية في جامايكا ب 100 ألف قناع إن 95. وفي اليوم نفسه، أعلن رئيس التويتر في تغريدة على تويتر عن تمديد حظر التجول الليلي الذي بدأ في 1 أبريل.
في 8 أبريل، أعلن رئيس الوزراء أندرو هولنيس أن حظر التجول الليلي المُنفذ منذ 1 أبريل سوف يُمدد حتى 21 أبريل، وأن الأوامر بالتزام المنازل والعمل من المنازل المنفذة من منتصف مارس سوف تُمدد إلى 21 أبريل أيضًا، وأن ارتداء الأقنعة سيصبح إلزاميًا لبعض الفئات وينصح به بشدة لجامايكيين آخرين. بالإضافة إلى ذلك، أعلن رئيس الوزراء هولنيس أن المدارس في جامايكا ستظل مغلقة حتى 22 أبريل وأن الحكومة تفكر في إعادة الجامايكيين العالقين في الخارج مع فرض الرقابة على ذلك.
في 9 أبريل، ابتدأ قبول الطلبات ضمن برنامج تخصيص الموارد للموظفين الذي أعلن عنه في 25 مارس. وصرح وزير المالية والخدمة العامة نايجل كلارك في تغريدة: «حتى الساعة 2:35، تلقى البرنامج 71182 طلب وأرسلت أرقام التأكيد إلى المتقدمين».
في 13 أبريل، أصدرت وزارة الشؤون والتجارة الخارجية ووزارة الأمن القومي بيانًا بأنها كانت تدرس بروتوكولات للسماح بدخول 45 مواطن جامايكي إن أمكن، رهنًا بالحجر الصحي والعزلة، من بين متغيرات أخرى، في انتظار إعادة فتح الحدود بالكامل لحركة الركاب. جاء هذا الإعلان بعد أنباء عن عمال جامايكيين على متن سفينة الرحلات البحرية ماريلا ديسكفري 2 الذين منعوا من الدخول عندما كانت السفينة في المياه الإقليمية للبلاد. رُفض دخول السفينة في وقت لاحق إلى البرتغال وهي تسعى الآن إلى اللجوء في ساوثهامبتون في المملكة المتحدة. وفقًا للبيان الصادر: «نحن نتفهم خيبة أمل وقلق هؤلاء العاملين في خط الرحلات البحرية والمشاعر المماثلة التي يعاني منها العمال الجامايكيون الآخرون العالقون في الخارج الذين ينتظرون إعادة فتح حدودنا للعودة إلى الوطن، ومن المعتقد أن القبطان قد أخذ قرار بعدم انتظار عملية، لا يمكن ضمان نجاحها أو تحديد جدول زمني لها، في ضوء القيود القانونية القائمة فيما يتعلق بحدودنا». 

## الإحصاءات
| اليوم        | حالات الإصابة الجديدة | مجموع الحالات |
| ------------ | --------------------- | ------------- |
| 10 مارس 2020 | 1                     | 1             |
| 11 مارس 2020 | 1                     | 2             |
| 13 مارس 2020 | 6                     | 8             |
| 15 مارس 2020 | 2                     | 10            |
| 16 مارس 2020 | 2                     | 12            |
| 17 مارس 2020 | 1                     | 13            |
| 18 مارس 2020 | 2                     | 15            |
| 19 مارس 2020 | 1                     | 16            |
| 20 مارس 2020 | 3                     | 19            |

## ردود الفعل والاستجابة
أعلنت الحكومة عن حظر السفر بين الصين وجامايكا. كما فرضت على جميع الأشخاص الوافدين من الصين الدخول في حجر صحي فوري لمدة لا تقل عن 14 يومًا على الأقل. كما تقرر وضع أي شخص سُمح له بدخول البلاد وتظهر عليه أعراض الفيروس بالعزل الفوري. وعلى ضوء هذا وتماشيًا مع السياسة الجديدة فقد منع دخول 19 مواطنًا صينيًا إلى مطار نورمان مانلي الدولي مساء يوم 31 يناير ليتم وضعهم في الحجر الصحي حتى تم ترحيلهم إلى الصين يوم 1 فبراير.
في 12 مارس، أصدر رئيس الوزراء أندرو هولنيس أمرًا بإغلاق جميع المدارس الابتدائية والثانوية على الجزيرة لمدة أربعة عشر يومًا.
في 13 مارس، أعلن رئيس الوزراء عن تفعيل الصلاحيات الخاصة لمكافحة الانتشار المتزايد لجائحة كوفيد-19.
في 17 مارس، أصدرت الحكومة الجامايكاية مجموعة من التوجيهات الخاصة بالعمل من المنزل للعمال غير الأساسيين.
في 19 مارس، وضعت الحكومة بلدة كورن بيس الواقعة في مقاطعة هايز بأبرشية كلارندون تحت الحجر الصحي حيث يقع في هذه البلدة منزل المريض الذي توفي جراء المرض يوم 18 مارس.
في 20 مارس، أعلنت الحكومة عن إغلاق جميع المطارات والموانئ في وجه الوافدين لمدة أربعة عشر يومًا بدءًا من 21 مارس. كما أعلنت وزارة الصحة والعافية عن سحبها لطلاب الطب في السنة الأخيرة والعاملين الطبيين المتقاعدين حتى يدعموا المتابعة الطبية والأنشطة السريرية.